# Alto Mantovano
L'Alto Mantovano (Alt Mantuà in dialetto alto mantovano) è una zona geografica posta a nord-ovest della città di Mantova nell'omonima provincia e al confine con le province di Brescia e di Verona, delimitata a nord dalle colline moreniche del lago di Garda, a est dalla provincia di Verona, a nord-ovest da quella di Brescia e a sud dalla pianura del Medio Mantovano.
I centri più significativi sono Castiglione delle Stiviere, Castel Goffredo e Asola, nelle cui aree si è particolarmente sviluppata l'industria del vestiario, che impiegava nel 2013 circa 7 500 addetti. La parte settentrionale del Mantovano risente – nell'inflessione dialettale, nelle tradizioni, negli avvenimenti storici, nell'educazione religiosa e persino nelle scelte politiche – della vicinanza soprattutto con la provincia di Brescia e, in parte, con quella di Verona. La zona ha un'economia tipicamente agricola, anche se negli anni del secondo dopoguerra si è assistito a un incremento della produzione industriale e una vivace attività terziaria.

## Estensione territoriale e comuni

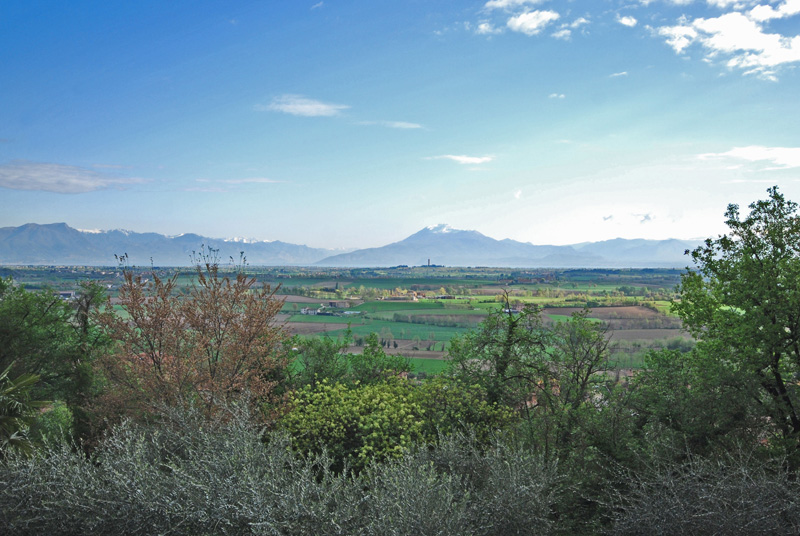
Solferino, le colline verso il lago di Garda

L'Alto Mantovano è limitato a ovest e a est rispettivamente dai fiumi Chiese e Mincio, a nord dalle colline moreniche del lago di Garda, mentre i suoi confini meridionali sono segnati dalla pianura medio-mantovana attraversata dalla Via Postumia.
Storicamente e dal punto di vista politico e civile la maggior parte dei comuni che lo compongono sono entrati a far parte del territorio mantovano solo a partire dal XV secolo circa, mentre altri hanno atteso addirittura il XIX secolo. Anche sul piano religioso la maggioranza delle parrocchie dell'Alto Mantovano fino alla fine del Settecento o agli inizi dell'Ottocento era compresa nella diocesi di Brescia. Linguisticamente, poi, nella zona si parla un dialetto che, a differenza del mantovano, appartiene al gruppo dei dialetti lombardi e si avvicina marcatamente al bresciano.
L'area nord-occidentale della provincia mantovana, territorio di quindici-venti comuni per lo più già di appartenenza soprattutto bresciana, ma in parte anche veronese, da sempre conserva una sua specificità storica e politica, ed è dunque caratterizzata storicamente da tendenze centrifughe rispetto a Mantova e al resto della sua provincia.
Dalla classificazione ufficiale della Provincia di Mantova, l'Alto Mantovano è un'area che raggruppa 14 comuni:
| Comune                     | In dialetto A. M. | Superficie | Abitanti |
| -------------------------- | ----------------- | ---------- | -------- |
| Casalmoro                  | Casalmòr          | 13 km²     | 2 162    |
| Casaloldo                  | Casalòlt          | 16,84 km²  | 2 678    |
| Casalromano                | Casarimà          | 11 km²     | 1 480    |
| Castel Goffredo            | (èl) Castèl       | 42,24 km²  | 12 574   |
| Castiglione delle Stiviere | Castiù            | 42,09 km²  | 23 378   |
| Cavriana                   | Cavriàna          | 36 km²     | 3 710    |
| Ceresara                   | Sareşére          | 37 km²     | 2 526    |
| Goito                      | Gùit              | 78,82 km²  | 10 050   |
| Guidizzolo                 | Ghidisöl          | 22 km²     | 5 919    |
| Medole                     | Médule            | 25 km²     | 4 107    |
| Monzambano                 | Mosambàn          | 29 km²     | 4 934    |
| Ponti sul Mincio           | Pónti             | 11,50 km²  | 2 317    |
| Solferino                  | Sulfrì            | 13 km²     | 2 664    |
| Volta Mantovana            | la Ólta           | 50,31 km²  | 7 218    |

Nel concetto corrente di Alto Mantovano sono spesso comunemente compresi anche altri comuni, altrimenti inclusi nel Medio-Ovest Mantovano, essi sono:
| Comune                 | In dialetto A. M. | Superficie | Abitanti |
| ---------------------- | ----------------- | ---------- | -------- |
| Acquanegra sul Chiese  | 'Quanégra         | 28 km²     | 2 795    |
| Asola                  | Àsula             | 73 km²     | 9 996    |
| Canneto sull'Oglio     | Cané              | 25 km²     | 4 245    |
| Gazoldo degli Ippoliti | Gasòlt            | 12 km²     | 2 947    |
| Mariana Mantovana      | Mariàna           | 8 km²      | 794      |
| Piubega                | Piübega           | 16 km²     | 1 692    |
| Redondesco             | Redundèsch        | 19 km²     | 1 215    |

Questi ultimi comuni sono tutti situati a nord - o al massimo a cavallo - della Via Postumia, antico asse stradale romano che può essere assunto come ideale linea divisoria tra l'Alto Mantovano e il resto del Mantovano. Per quest'ultima classificazione, che comprende nell'Alto Mantovano un maggior numero di comuni, si vedano, a titolo di esempio, le sezioni di cronaca sui quotidiani locali Gazzetta di Mantova e La Voce di Mantova e la rubrica Magazine Alto Mantovano dell'emittente televisiva Telemantova.

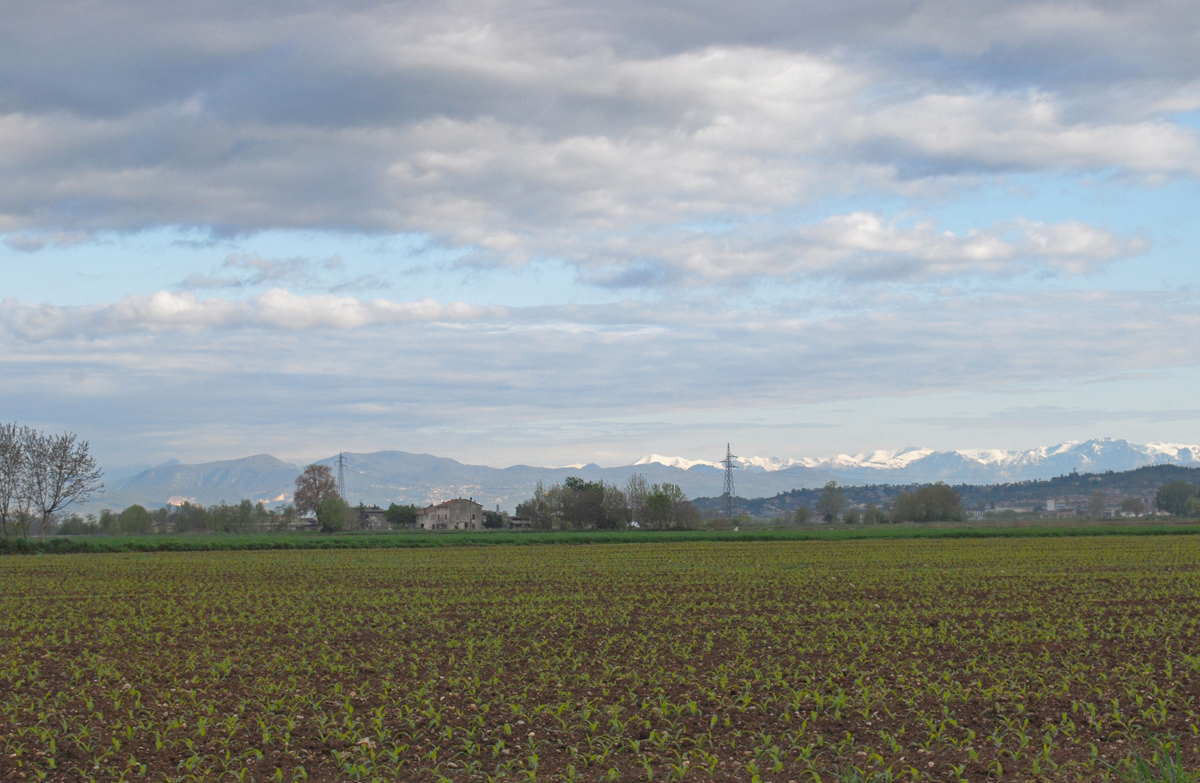
Zona tipica dell'Alto Mantovano

Anche il Piano Territoriale di Coordinamento Provinciale della Provincia di Mantova, che individua elementi di omogeneità legati ai caratteri ambientali e a una lettura storica del sistema insediativo, ed evidenzia una matrice comune sotto il profilo dei valori culturali, descrive l'Alto Mantovano, classificato come "Circondario A", composto da 21 comuni.
La grande maggioranza dei comuni ha una popolazione compresa tra i 1 000 e i 10 000 abitanti. Solo Castiglione delle Stiviere supera i 20 000 abitanti, mentre tre comuni – Castel Goffredo, Goito e Asola - hanno una popolazione compresa tra i 10 000 e i 20 000 abitanti; Mariana Mantovana, infine, non raggiunge le 1 000 unità ed è il comune meno popoloso dell'intera provincia mantovana.
Nonostante tali classificazioni, la definizione del territorio alto mantovano rimane abbastanza soggettiva a causa del fatto che, nonostante la sua uniformità, esso resta una regione soprattutto geografico-culturale senza dei veri riferimenti politici, né è mai stato in passato un'entità politico-religiosa autonoma.

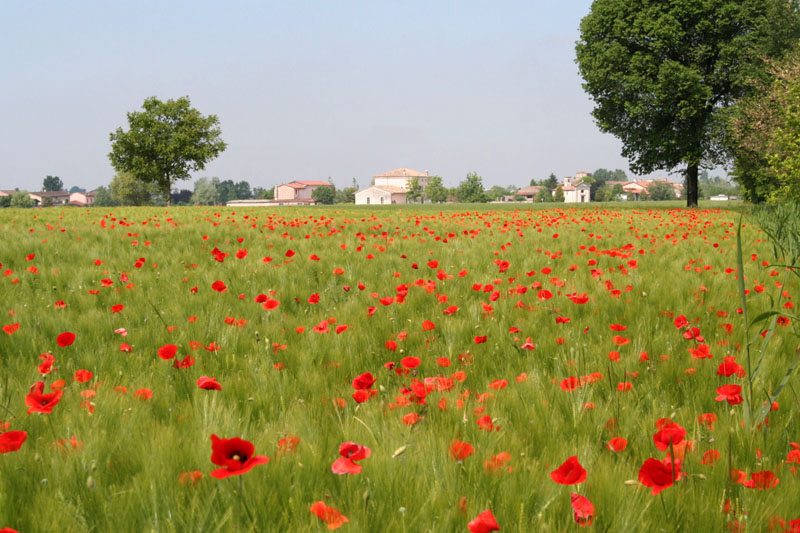
La campagna

Il concetto e la terminologia stessa di Alto Mantovano si sono venuti formando piuttosto tardi nella storia ed essenzialmente in relazione alla posizione e al ruolo da esso occupato all'interno della provincia di Mantova.
Da un punto di vista storico, religioso, culturale e linguistico, le terre correntemente definite alto mantovane gravitarono in passato soprattutto nella sfera di influenza bresciana o veronese. Anche dopo il sopraggiungere dell'attrazione esercitata da Mantova, soprattutto per merito della famiglia Gonzaga, l'Alto Mantovano si è spesso configurato come settore di periferia o appendice all'interno dello Stato mantovano, addirittura mantenendo una sua autonomia, nel caso di feudi retti da casate indipendenti da Mantova.
I criteri presi in esame per definire l'Alto Mantovano possono essere diversi:
- Storico-ecclesiastico: si tratterebbe di riferirsi alla storia e di includervi i territori rimasti per buona parte dell'era volgare alle dipendenze amministrative – non solo civili, ma anche religiose - delle città di Brescia e Verona, invece che di Mantova. In un arco storico così ampio si sono però avuti molti cambiamenti e avvicendamenti politici e civili, che rendono labile una definizione basata solo su questo criterio. Semplificando e riferendosi solamente a buona parte dei periodi medievale e moderno, sarebbero alto mantovane le terre corrispondenti ai comuni di: Casalmoro, Casaloldo, Casalromano, Castel Goffredo, Castiglione delle Stiviere, Guidizzolo, Medole, Solferino, Acquanegra sul Chiese, Asola, Canneto sull'Oglio, Mariana Mantovana, Redondesco. Questi territori sono stati inclusi fino ai secoli XVIII-XIX nella diocesi di Brescia e fino al Basso Medioevo – ma alcuni anche oltre - nel distretto facente capo alla medesima città – ducato, contea o comune cittadino -. Nell'Alto Medioevo alcuni di questi paesi, quelli più a settentrione, erano inclusi nel ducato e nell'episcopato di Verona. A questi comuni si aggiungono Monzambano e Ponti sul Mincio, che già da epoca romana hanno sempre gravitato nell'orbita veronese, civilmente fino al XIX secolo, e religiosamente addirittura fino al XX[15].

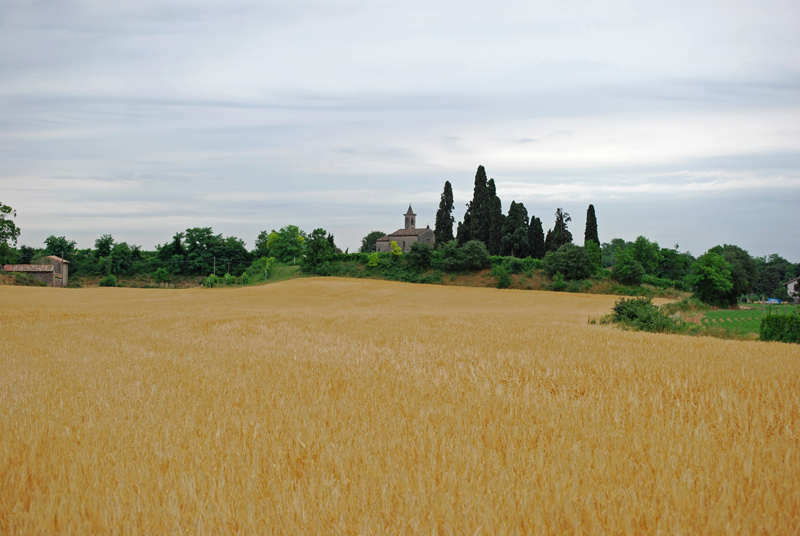
Colline moreniche nella zona di Monzambano

- Geografico: si tratta del criterio maggiormente seguito negli studi e nelle pubblicazioni relative all'Alto Mantovano, che spesso tendono a restringere questa nozione al solo settore collinare o pedecollinare, prescindendo da considerazioni storiche[16]. Il criterio geografico può fare riferimento all'altitudine altimetrica – dunque alto nel senso di elevato -, e in tal caso include solamente i comuni collinari e al massimo quelli immediatamente alle pendici dei rilievi morenici: Castiglione delle Stiviere, Guidizzolo, Medole, Solferino, Monzambano, Ponti sul Mincio, Cavriana, Volta Mantovana; oppure alto può essere considerato nel senso di situato a nord rispetto al resto della provincia mantovana. Anche in quest'ultimo caso, tuttavia, dal momento che le colline moreniche sono poste proprio nella fascia più a settentrione della provincia, a essere coinvolti sono sostanzialmente gli stessi comuni appena elencati, al più con qualche maggiore estensione verso la pianura, che riguarda in particolare Castel Goffredo, Goito, Ceresara, Casaloldo, Casalmoro e Casalromano, come nella classificazione della provincia di Mantova.
- Linguistico: infine si possono considerare i territori in cui si parlano varianti di dialetto bresciano – le cosiddette parlate dell'Alto Mantovano – o, marginalmente, di dialetto veronese, in opposizione al dialetto mantovano parlato nel capoluogo e nel suo circondario e a vari dialetti di transizione, collocabili praticamente a metà strada tra bresciano e mantovano. Secondo tale criterio, avremmo l'Alto Mantovano composto da: Casalmoro, Casaloldo, Casalromano, Castel Goffredo, Castiglione delle Stiviere, Guidizzolo, Medole, Solferino, Acquanegra sul Chiese, Asola, Canneto sull'Oglio, Mariana Mantovana, Ceresara, Cavriana, Volta Mantovana, Ponti sul Mincio, Monzambano, Piubega. Rimarrebbero esclusi Gazoldo degli Ippoliti, Goito e Redondesco, in cui il dialetto è di transizione tra bresciano e mantovano ed è ormai vicino a quest'ultimo[17].

## Territorio e ambiente

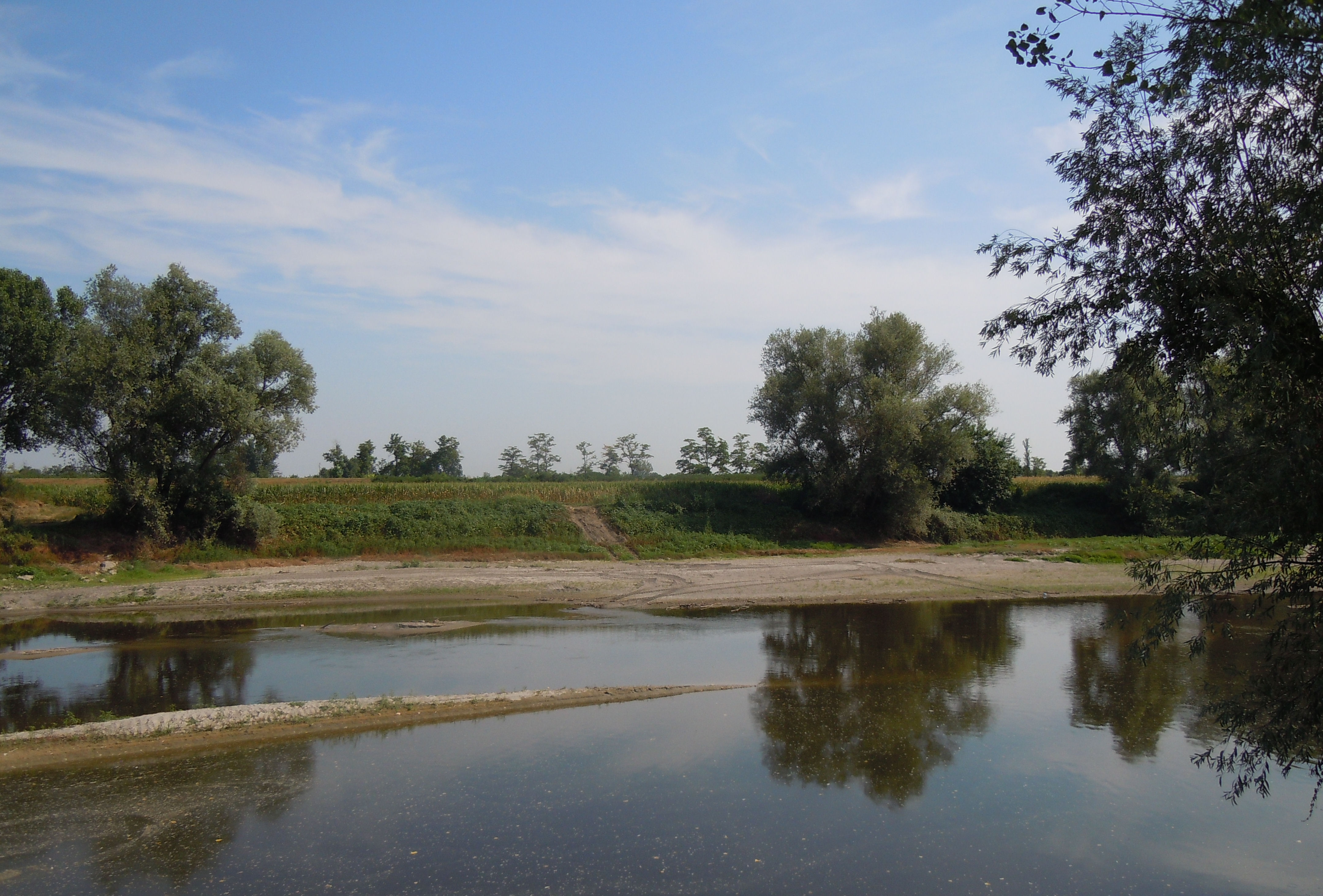
Il fiume Oglio nel Parco dell'Oglio Sud

Il territorio si può suddividere, approssimativamente, con riguardo innanzitutto al punto di vista altimetrico e della conformazione territoriale, in due grandi aree, l'una collinare a nord e l'altra di pianura a sud-ovest, alle quali corrispondono diverse caratteristiche ambientali e vegetative.
- Colline moreniche e area sub-collinare (alta pianura ghiaiosa)[18]: Castiglione delle Stiviere, Cavriana, Guidizzolo, Medole, Monzambano, Ponti sul Mincio, Solferino, Volta Mantovana[19]. Il torrente Seriola Piubega

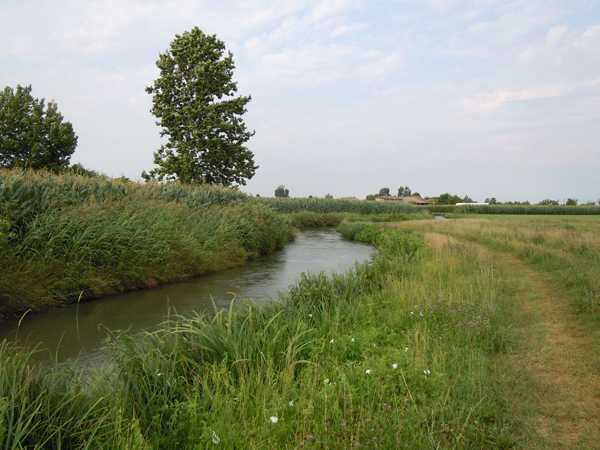
Il torrente Seriola Piubega

- Altopiano pianeggiante tra Mincio e Oglio[20]: Acquanegra sul Chiese, Asola, Canneto sull'Oglio, Casalmoro, Casaloldo, Casalromano, Castel Goffredo, Ceresara, Gazoldo degli Ippoliti, Goito, Mariana Mantovana, Piubega, Redondesco[21].

Questa zona pianeggiante di alta e media pianura è percorsa dai fiumi Mincio, Oglio, Chiese e da più brevi corsi d'acqua come i Tartari, l'Osone, il Solfero, il Caldone; è caratterizzata da sedimenti fluviali a granulometria fine – sabbie, limi, argille -, in lieve pendenza verso la parte assiale del corso del Po.
A sua volta il paesaggio dell'altopiano pianeggiante si divide in: media pianura idromorfa o fascia storica delle risorgive; bassa pianura e paesaggi delle valli fluviali, con la valle del Chiese, la valle dell'Oglio e la valle del Mincio.
L'Alto Mantovano è delimitato su tre lati da tre importanti fiumi: a ovest il Chiese, in prossimità del confine con Brescia, a est il Mincio, che per un tratto segna il limite con la provincia di Verona, a sud-ovest l'Oglio, che marca il confine con la provincia di Cremona. Tra l'Oglio e il Mincio sono ubicati diversi corsi d'acqua minori, la cui origine si deve al confluire delle acque di risorgiva, che contribuiscono con i loro depositi al paesaggio delle valli fluviali. Nella zona corrispondente all'abitato di Castel Goffredo sono presenti numerose risorgive.
Il clima dell'Alto Mantovano è quello tipico della pianura padana.

## Storia
La storia dell'Alto Mantovano inizia dal periodo Neolitico, con le più antiche testimonianze sicure della presenza umana nella zona. Se infatti nel corso dei periodi paleolitici e mesolitici queste terre furono frequentate sporadicamente da qualche cacciatore nomade, è nel corso del VI-V millennio a.C. che si consolida una presenza stanziale con alcuni insediamenti stabili di agricoltori e allevatori. Su questi sostrati poi, nel corso del III e del II millennio a.C., si svilupparono le culture metallurgiche dell'età del rame e dell'età del bronzo. Quest'ultima è caratterizzata dalla diffusione nell'area delle colline moreniche di villaggi palafitticoli dell'età del bronzo, dall'anno 2011 riconosciuti come patrimonio dell'umanità dall'UNESCO.
Successivamente, dalla prima metà del I millennio a.C., si verificarono lo stanziamento di popolazioni galliche e le prime fasi della romanizzazione. La preistoria nell'Alto Mantovano si conclude con la definitiva conquista romana della regione, nel I secolo a.C., quando, con la concessione del diritto romano e con le leggi agrarie triumvirali, tutto il territorio dell'Alto Mantovano venne definitivamente inserito nell'Italia romana, in particolare, in epoca augustea, nella Regio X Venetia et Histria. Nel contesto di un territorio in cui erano stanziati i Galli Cenomani, la romanizzazione dell'Alto Mantovano è testimoniata da numerosi resti archeologici di edifici, ville, necropoli, infrastrutture e dalle vestigia della centuriazione, tutti elementi che documentano la vita quotidiana di un'area provinciale in epoca imperiale.

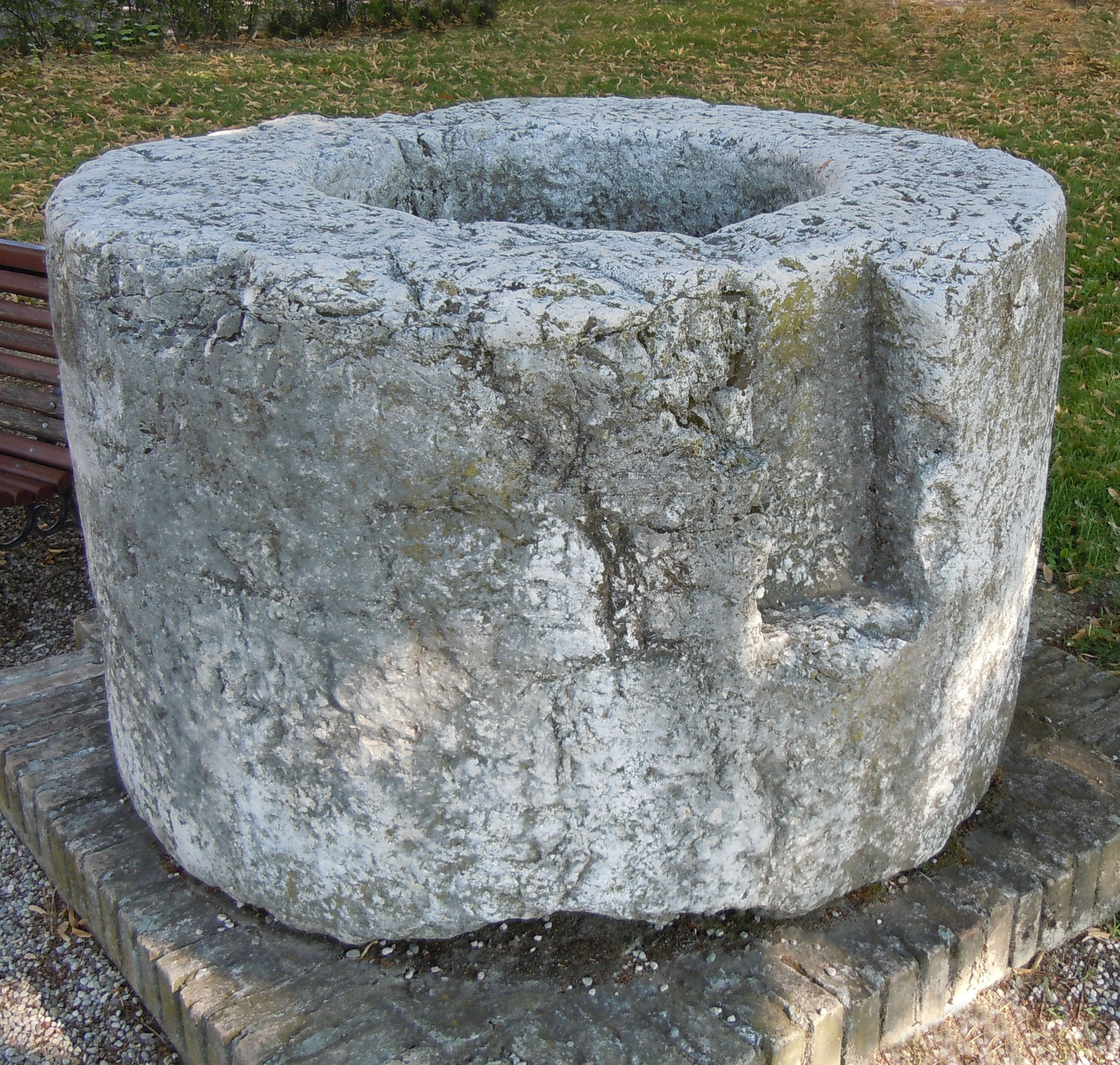
Cippo gromatico di età romana collocato nei giardini pubblici di Castel Goffredo

In epoca romana la zona altomantovana era probabilmente divisa tra gli agri di Brixia, Mantova e Verona. L'esatta appartenenza della zona è discussa, tanto che nella raccolta ufficiale delle iscrizioni latine alle epigrafi provenienti dal territorio è stata riservata una sezione a parte, disgiunta da ciascuna delle maggiori città circostanti: l'Ager inter Benacum, Mincium, Ollium, Clesum, in buona misura coincidente con gli attuali limiti dell'Alto Mantovano.
Cristianizzato tra IV e V secolo, durante il Medioevo il territorio passò sotto controllo longobardo prima (VI-VIII secolo) e carolingio poi (VIII-IX secolo), per entrare quindi a far parte del Sacro Romano Impero (X-XIV secolo).
Nel 568-569 i Longobardi, dopo l'invasione dei Goti - i quali hanno forse lasciato una loro traccia nel nome del paese di Goito -, entrarono in Italia e sottomisero rapidamente gran parte delle regioni settentrionali (Langobardia Maior); i Ducati di Brescia e di Verona, entro cui fu probabilmente ripartito l'Alto Mantovano, furono tra i primi ducati longobardi a essere costituiti, all'indomani della conquista.
Per buona parte dell'età longobarda e franca all'Alto Mantovano fu riconosciuta una certa indipendenza: buona parte di esso fu compresa in un distretto minore praticamente autonomo dai ducati limitrofi, centrato sul lago di Garda e facente capo alla località benacense di Sirmione. Con il declino di questa compagine amministrativa comparvero nell'area occidentale dell'Alto Mantovano alcune nobili famiglie, dotate del titolo di conte e designate col nome complessivo di Ugoni-Longhi, che per buona parte del Medioevo mantennero sul territorio signorie rurali praticamente autonome, prima che i vicini comuni cittadini, in primis quello di Brescia, le inglobassero nel loro dominio.
L'Alto Mantovano come si presenta oggi, cioè come settore periferico della provincia di Mantova, si è venuto formando lungo il corso di molti secoli. In epoca romana e medievale, infatti, solo parte del territorio attualmente compreso nella parte settentrionale della provincia di Mantova era realmente mantovano: con una certa sicurezza, solo Gazoldo degli Ippoliti, Goito, Volta Mantovana, Cavriana, le terre, cioè, più vicine al capoluogo.
Una buona parte delle terre ora mantovane furono guadagnate a Mantova a seguito della spinta espansionistica promossa dai Gonzaga soprattutto durante il XIV-XV secolo - Castel Goffredo, Castiglione delle Stiviere, Solferino, Guidizzolo, Medole, Redondesco, Mariana Mantovana, Acquanegra sul Chiese, Canneto sull'Oglio, Casalromano -, a spese del distretto bresciano: era quello che all'epoca veniva chiamato "Mantovano nuovo".
Dal Basso Medioevo l'Alto Mantovano assunse importanza strategica ancora maggiore, diventando oggetto delle lotte tra le casate degli Scaligeri di Verona - che fecero costruire i castelli di Castellaro Lagusello e Ponti sul Mincio -, dei Gonzaga di Mantova e dei Visconti di Milano e Brescia: tra Trecento e Quattrocento è attestata una forte instabilità nella zona, con varie concessioni volte a ottenerne la fedeltà e dedizioni spontanee o meno da parte delle singole comunità a questa o a quella potenza. Lungo il confine tra Brescia, Mantova e Verona si verificarono ripetuti cambiamenti di dominio e ciò determinò dinamiche relazionali tra paesi vicini molto particolari.

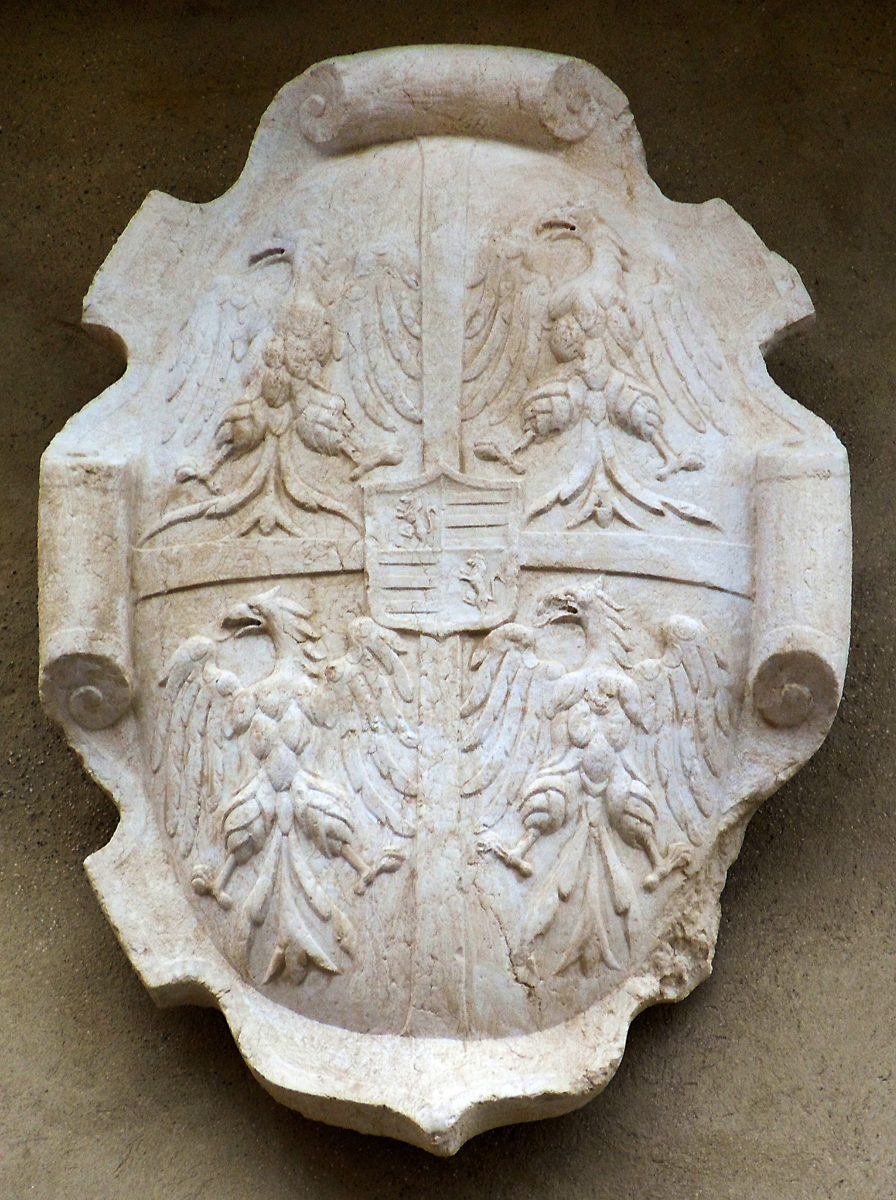
Castel Goffredo, torre civica, stemma in marmo con l'arma dei Gonzaga (XVI secolo)

Le due superpotenze Venezia e Milano, con i Visconti che estesero nel corso del XIV secolo il loro controllo soprattutto alla porzione occidentale dell'area, si contesero a lungo, durante i secoli XIV-XV, l'area bresciana e quindi l'Alto Mantovano. Esso tuttavia, preso di mira dai Gonzaga a causa della sua vicinanza a Mantova, passerà infine per la maggior parte sotto il loro controllo, ma spesso con l'appoggio interessato e l'esplicito benestare della potente Serenissima, della quale all'epoca i signori di Mantova erano alleati. Questi luoghi rimarranno alle dipendenze della grande dinastia dei Gonzaga fino alla loro definitiva caduta, nel 1707.
Si dovette arrivare al Quattrocento inoltrato per avere una situazione politica più stabile. Dopo aver cacciato i Visconti (marzo 1426), Brescia fece atto di dedizione alla Repubblica di Venezia, ma a quel punto molti paesi dell'Alto Mantovano erano assoggettati al dominio di Mantova. Tra i Domini di Terraferma della Serenissima rimasero solo il cosiddetto "Asolano", comprendente Asola, Casalmoro, Casaloldo, Casalpoglio, e i comuni veronesi di Monzambano e Ponti sul Mincio. L'Asolano fu incluso nella provincia di Mantova solo a partire dal XIX secolo, così come i comuni di Monzambano e Ponti.
L'Alto Mantovano e le terre circostanti (ad esempio Lonato del Garda e Peschiera del Garda) rimasero ancora per anni oggetto di contesa, ora tra la Serenissima e i Gonzaga, divenuti nemici di questa dopo un clamoroso cambio di alleanze: i tentativi dei Mantovani di annettere altre terre durarono fino all'inizio del XVI secolo, anche se i confini rimasero in sostanza stabili e coincisero con quelli fissati con la pace di Cavriana del 1441.

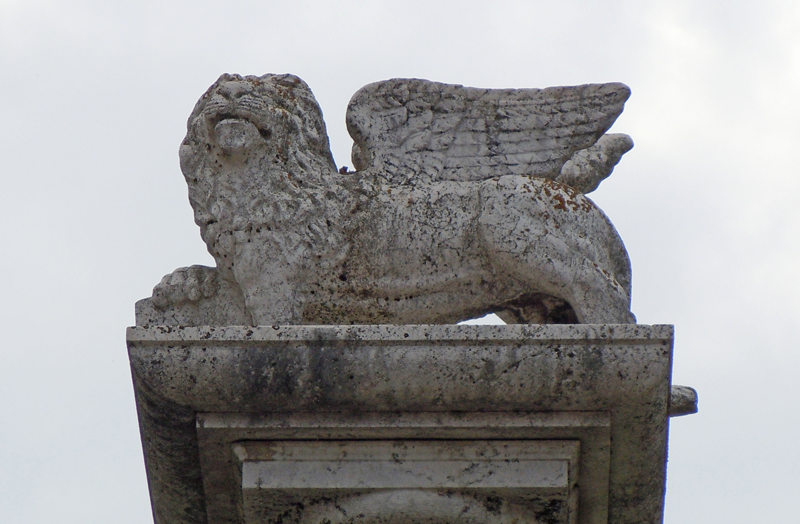
Asola, il Leone di San Marco

È dunque facile comprendere come soprattutto dal Medioevo in poi l'Alto Mantovano sia sempre stato "luogo di confine", in cui si sono svolte molte battaglie e scaramucce tra il Papato e l'Impero durante la lotta per le investiture. Questa situazione può essere ritrovata nello stesso periodo in molte altre parti d'Italia, ma in questo caso il senso del vivere sul "confine" è continuato anche nelle epoche successive con le dominazioni dei Visconti, dei Gonzaga e della Serenissima Repubblica di Venezia (battaglia di Casaloldo, maggio 1509).
Questo territorio ha sempre vissuto la vita delle terre di confine cercando di volta in volta di cogliere i privilegi di tale condizione o di evitarne i danni. La presenza di torri e castelli è sicuramente legata a tale particolare situazione che si è trascinata per secoli, a causa della particolare localizzazione geografica di questa area, per secoli contesa tra diverse istituzioni politiche e religiose. Tutto ciò ha dato vita a una serie di presenze e contaminazioni importanti, come l'insediamento nel territorio di famiglie fortemente legate ai Gonzaga oppure alla Serenissima che hanno lasciato molti segni della loro presenza nei palazzi, nelle chiese, nelle corti.

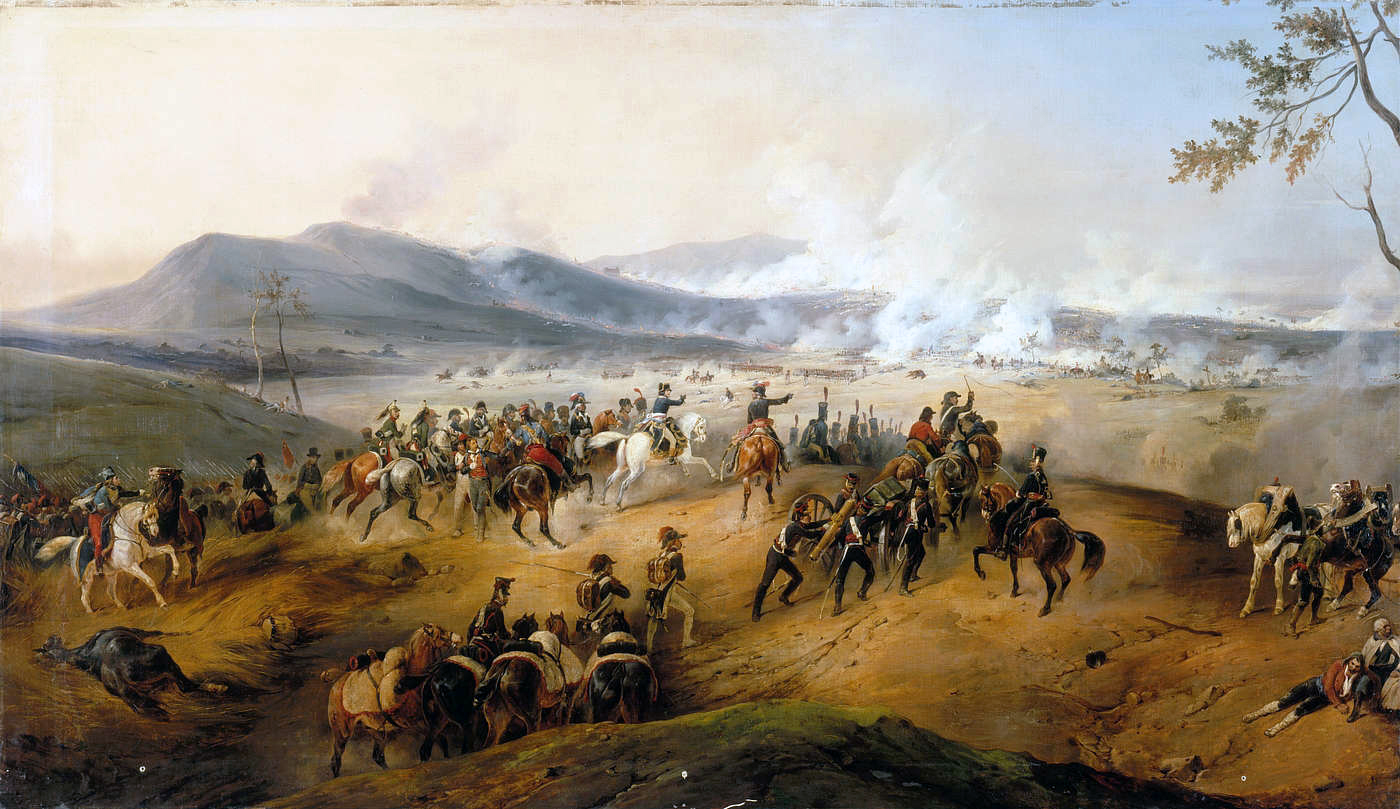
Battaglia di Castiglione (1796) (olio su tela di Victor Adam)

Nel Seicento, negli anni 1628 – 1630, l'Alto Mantovano fu ripetutamente percorso e sconvolto da movimenti di truppe nel corso della guerra di successione per il Ducato di Mantova, con Venezia che intervenne, cercando di controllare la situazione altomantovana, schierandosi con i francesi in difesa dei diritti dei Gonzaga-Nevers, contro gli imperiali.
Il Settecento fu un secolo di transizione, che vide nell'Alto Mantovano la fine delle dominazioni secolari dei Gonzaga prima (1707), a seguito della battaglia di Castiglione delle Stiviere del 1706, e della Repubblica di Venezia poi (1796), cui iniziarono a subentrare grandi potenze a livello non più locale e tutto sommato circoscritto, ma europeo, innanzitutto gli austriaci. Sotto di questi la maggior parte dell'Alto Mantovano, che già era parte dello Stato gonzaghesco, fu inserito nella provincia di Mantova.
I paesi dell'area subirono nuove devastazioni durante la guerra di successione spagnola, negli anni 1701-1708, con gli eserciti francesi e imperiali che si alternarono più volte nel passaggio e nel controllo sulla zona.
Il XIX secolo è un periodo molto complesso. Innanzitutto, dal punto di vista militare, anche dopo la caduta degli Stati dei Gonzaga e di Venezia, nelle terre dell'Alto Mantovano si svolsero altre importanti battaglie, ancora più famose, tra cui la battaglia di Castiglione (1796), in cui fu protagonista Napoleone Bonaparte, e quelle, decisive per le sorti dell'Italia risorgimentale, di Goito del 1848, e soprattutto di Solferino e San Martino del 1859. L'idea della Croce Rossa, la più grande organizzazione umanitaria internazionale, è nata proprio nelle terre dell'Alto Mantovano a seguito di questa battaglia.

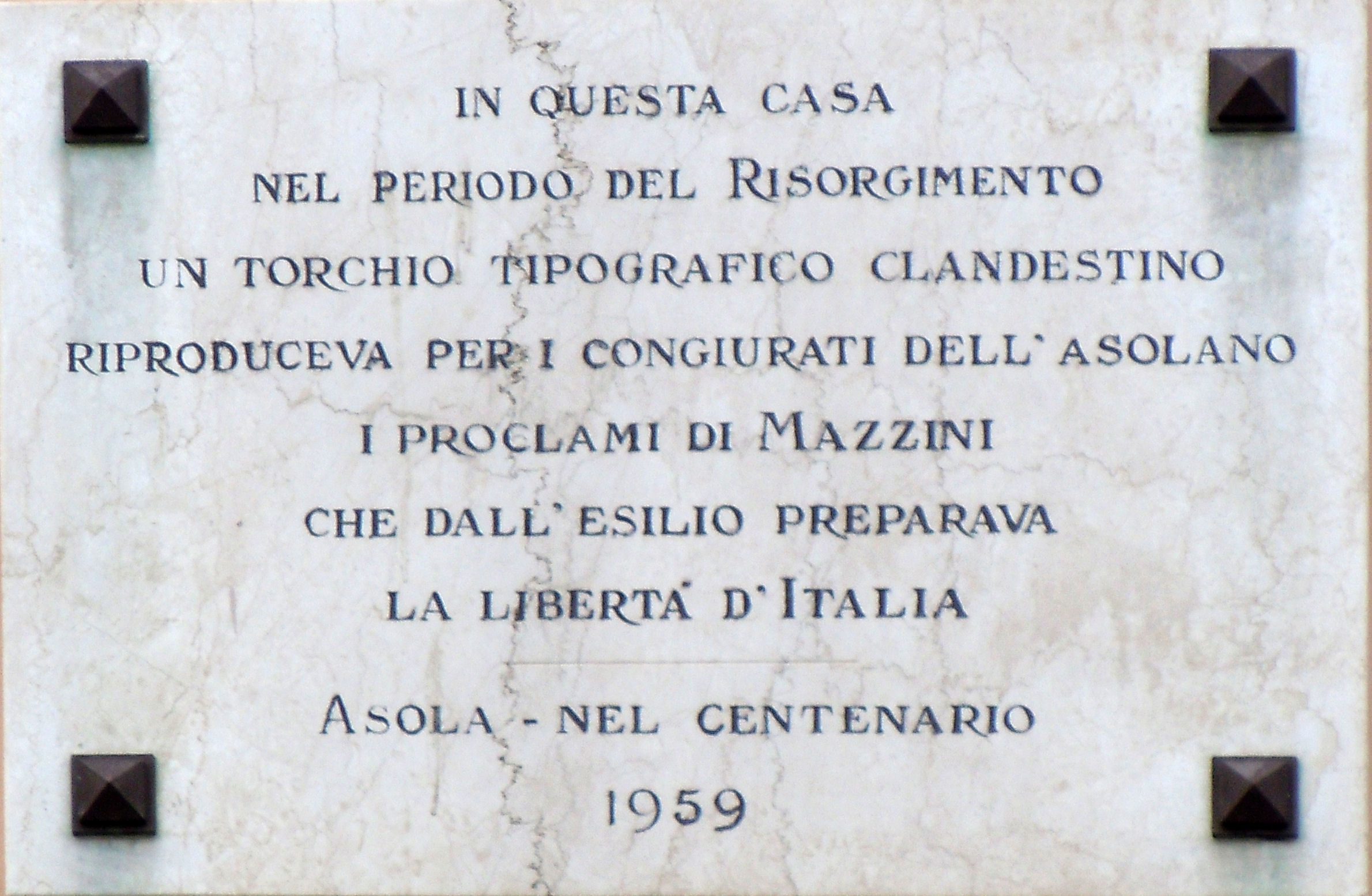
Asola, lapide risorgimentale

Politicamente, tra il 1797 e il 1814 la zona, dopo aver finalmente assunto quella configurazione unitaria alle dipendenze di Mantova tuttora presente, fu soggetta al dominio francese dell'Impero napoleonico, per entrare quindi a far parte nel Regno Lombardo-Veneto asburgico. Durante il Risorgimento, specialmente a partire dal 1848, nell'area si assistette a una vivace coordinazione anti austriaca, estesa a più livelli sociali, che sarebbe poi culminata, nella vicina Mantova, con l'episodio dei Martiri di Belfiore. Dopo la seconda guerra d'indipendenza italiana l'area altomantovana entrò nel Regno di Sardegna prima (1859) e nel Regno d'Italia poi (1861), del quale seguì le sorti fino al 1946, quando lo Stato italiano si tramutò in Repubblica.
Il 19 settembre 1926 a Castel Goffredo fu assassinato dai fascisti il maestro cattolico Anselmo Cessi, che venne annoverato da Giovanni Paolo II, in occasione del Giubileo del 2000, fra i "martiri del nostro tempo".
Nelle elezioni politiche succedutesi nel corso dell'Ottocento e del Novecento l'Alto Mantovano si distinse dalla rimanente provincia, in cui si registravano posizioni socialiste, per un orientamento maggiormente rivolto alle destre: ad esempio la DC nella zona riuscì spesso a mantenersi su buoni risultati.

### Simboli

Stemma della Provincia di Mantova

L'Alto Mantovano non possiede uno stemma o un simbolo ufficiale: tuttavia gli è idealmente riconosciuto un posto nello stemma della Provincia di Mantova; quest'ultimo è infatti composto di tre parti, oltre a quello della città di Mantova compaiono i simboli di Bozzolo - a indicare i territori anticamente cremonesi e poi acquisiti dai Gonzaga - e di Castiglione delle Stiviere, che indica proprio quella porzione del Mantovano precedentemente bresciana e in seguito virgiliana.

## Monumenti e luoghi d'interesse
Tra i monumenti dell'Alto Mantovano, si segnalano:

### Architetture religiose

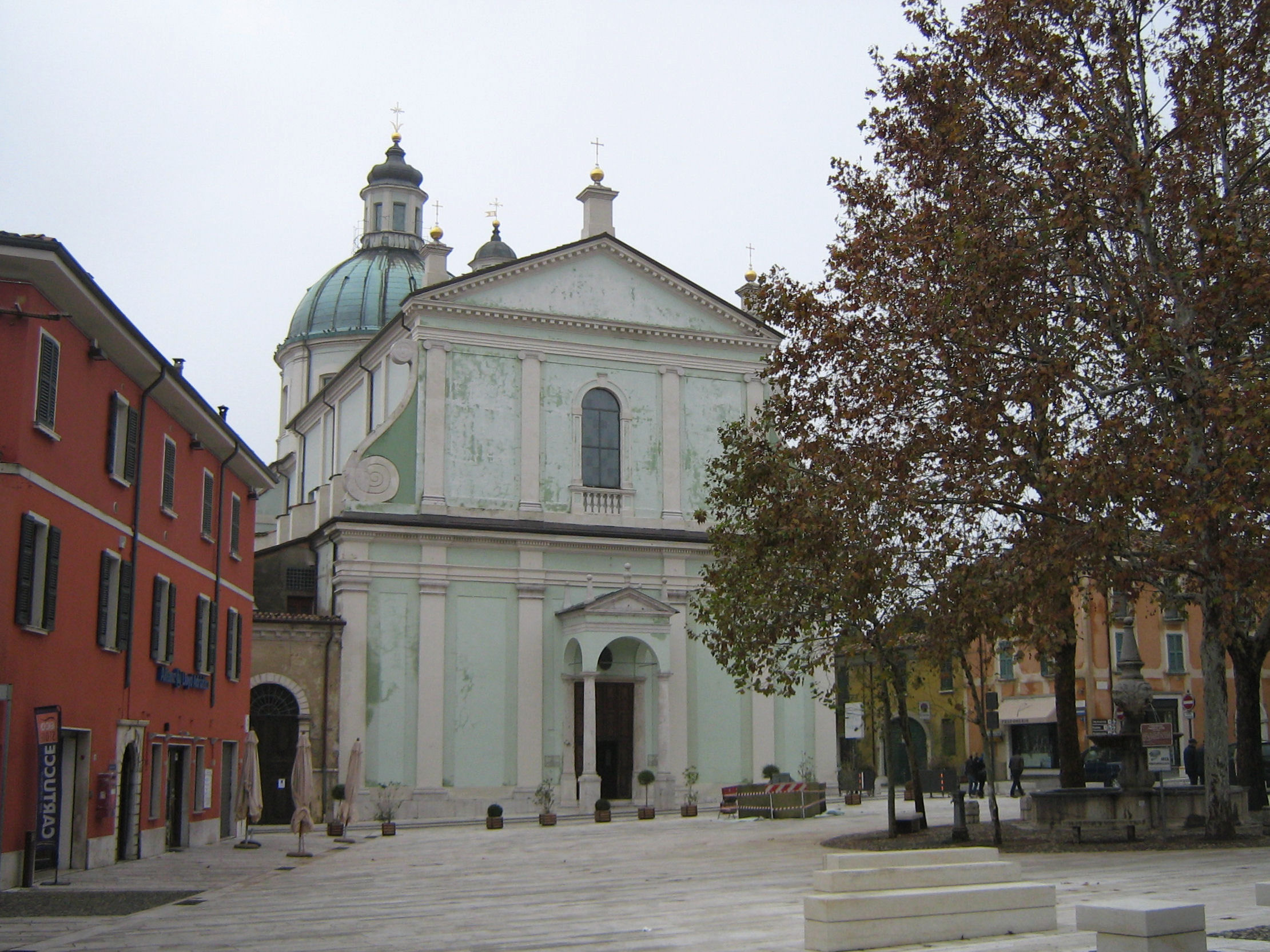
Santuario basilica di San Luigi Gonzaga a Castiglione delle Stiviere

- Santuario basilica di San Luigi Gonzaga e Duomo a Castiglione delle Stiviere
- Santuario Madonna della Pieve a Cavriana
- Chiesa di San Tommaso Apostolo ad Acquanegra sul Chiese
- Chiesa di Sant'Andrea ad Asola
- Chiesa Prepositurale di Sant'Erasmo a Castel Goffredo
- Convento dell'Annunciata a Medole

### Architetture civili
- Villa Mirra a Cavriana
- Villa Beffa a Castel Goffredo

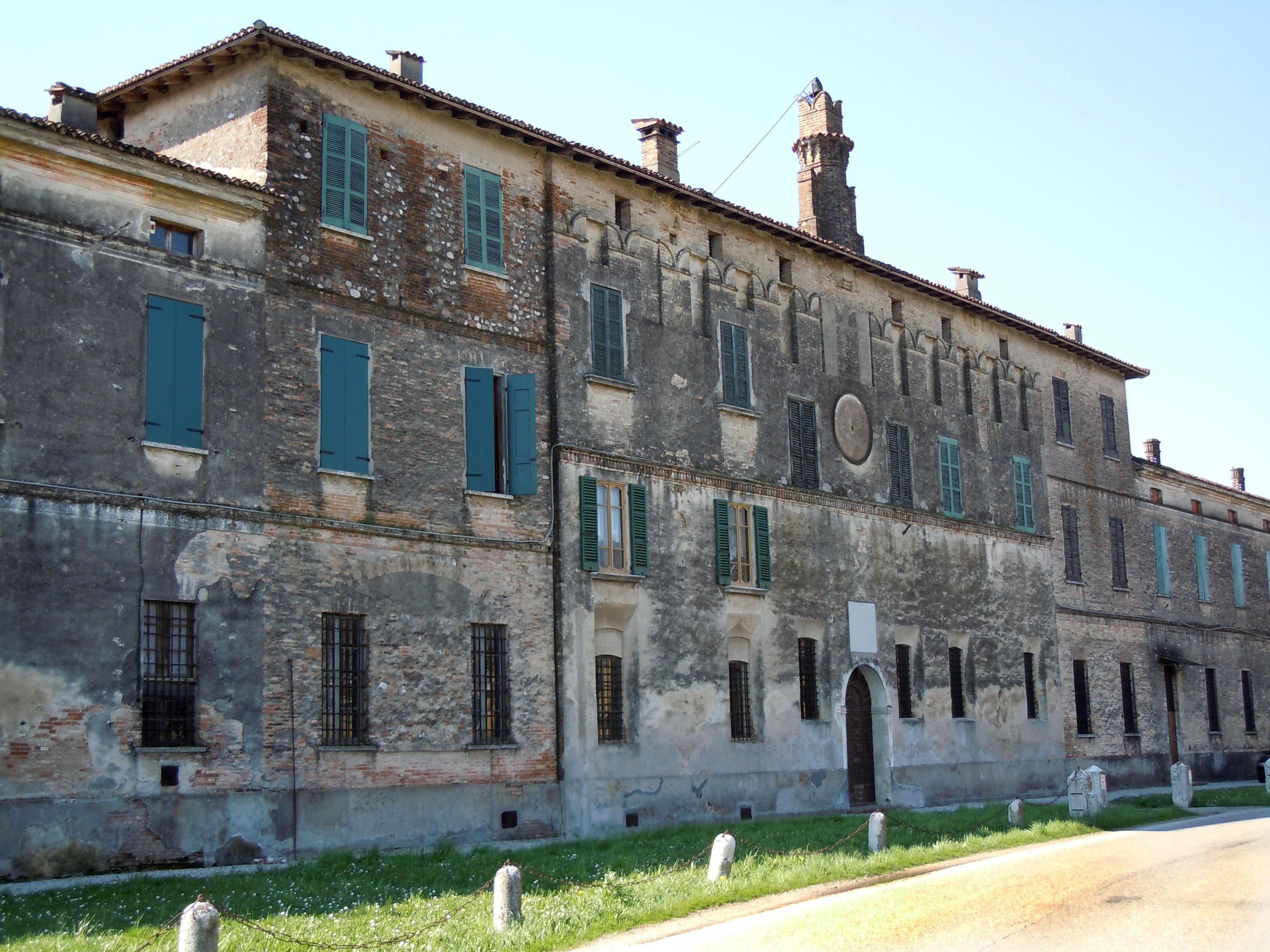
San Martino Gusnago, Palazzo Secco-Pastore

- Palazzo Secco-Pastore a San Martino Gusnago
- Palazzo Gonzaga-Guerrieri a Volta Mantovana

### Architetture militari
- Torre Casalodi a Casaloldo
- Palazzo Gonzaga-Acerbi a Castel Goffredo
- Castello dei Gonzaga a Castiglione delle Stiviere
- Torre civica a Piubega
- Castello a Redondesco

### Siti archeologici
- Area archeologica Baselle ad Asola
- Area archeologica Rassica a Castel Goffredo
- Area archeologica Codosso a Castel Goffredo

## Società
L'Alto Mantovano ha conosciuto negli ultimi decenni un buon sviluppo industriale, ma conserva ancora numerose tracce di vita contadina alla quale è rimasto attaccato fino a non molto tempo fa. Oggi nella zona, come ormai in molte altre dell'Italia e specialmente della Pianura Padana, la società è divenuta multietnica, con una presenza significativa di cittadini stranieri.

### Evoluzione demografica
Durante gli ultimi anni nell'Alto Mantovano si è registrata una crescita demografica costante per tutti i comuni; rispetto ai dati del 2007, la popolazione è aumentata da un 4% a Gazoldo degli Ippoliti all'1% a Casalmoro. Dati rilevanti si sono avuti per di Castel Goffredo (+3,2%) e per Casaloldo (+2,7%).
La tendenza alla crescita è imputabile a un aumento della popolazione straniera, attratta da poli industriali significativi: a Castiglione delle Stiviere il polo alimentare, lattiero-caseario e della calza, a Castel Goffredo il polo della calza, a Gazoldo degli Ippoliti il polo metalmeccanico.

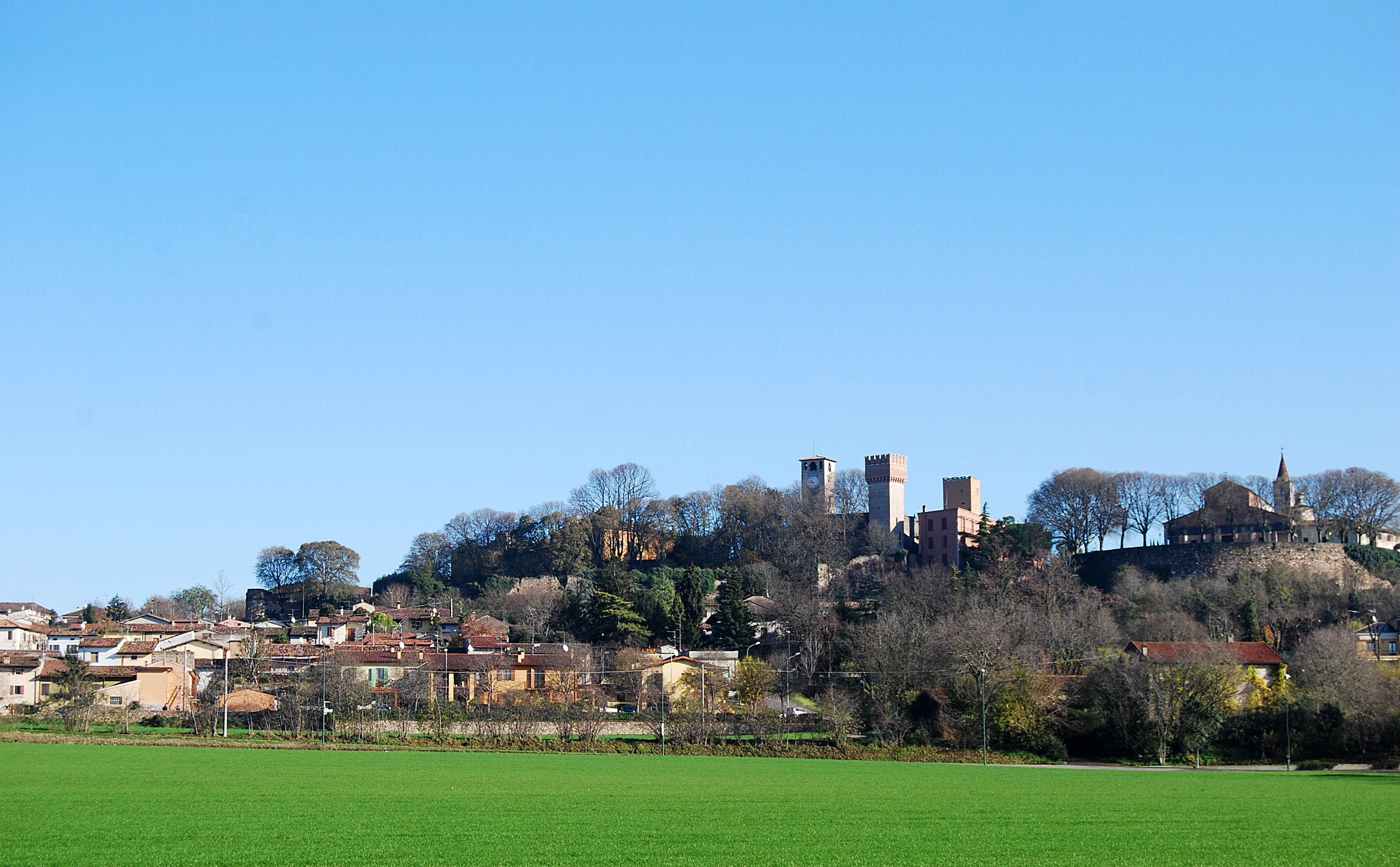
Panorama di Volta Mantovana

Dal 2002 il territorio della provincia di Mantova ha avuto un incremento della popolazione di 33 027 unità pari all'8,9% ed era previsto un ulteriore aumento tra il 2% e il 4,4% per fine 2012. A questa espansione ha contribuito in modo particolare l'Alto Mantovano con una crescita demografica del 14,5%. Pertanto la densità abitativa di questo circondario è passata da 150 abitanti per km² nel 1997 a 171 nel 2007.
Il saldo naturale del territorio osservato, unico nella provincia, al 31 dicembre 2007 ammontava a +275 individui e in quella data venne calcolata, per il 2012, un'ulteriore crescita dovuta alla giovane età degli abitanti.
La popolazione si concentra principalmente nei comuni di Castiglione (506 abitanti per km²), Castel Goffredo (269 abitanti per km²), Guidizzolo (263 abitanti per km²), Gazoldo degli Ippoliti (219 abitanti per km²). Lo sviluppo è legato alle dinamiche di crescita di alcuni comuni, tra questi in particolare Casaloldo (+26,6%), Castel Goffredo (+22,7%), Ponti sul Mincio (+22,2%) e Castiglione (+20,5%). Vi è da considerare che i comuni di questo circondario mostrano valori dell'indice di vecchiaia e di dipendenza strutturale inferiori a quelli del resto della provincia. Questo aspetto è significativo nei comuni di Casalmoro, Castiglione e Castel Goffredo dove la struttura della popolazione appare meno sbilanciata verso le fasce d'età più anziane.

### Etnie e minoranze straniere
Si tratta di un territorio con forte presenza di stranieri, rispetto all'intera provincia di Mantova. I comuni con la maggior percentuale di stranieri (dati al 31 dicembre 2008) sono: Casalmoro (19,7%), Castel Goffredo (19,1%), Castiglione (18,8%) e Casaloldo (18,1%), tutti posti nell'Alto Mantovano. Gazoldo degli Ippoliti invece si piazza un po' più sotto con il 12,8%, dato comunque superiore all'intero complesso provinciale (11,4%).
La composizione della popolazione per grandi classi d'età descrive una popolazione straniera decisamente giovane composta principalmente da persone in età lavorativa e da bambini, con una presenza di anziani praticamente inesistente.

### Lingua e dialetti
L'alto mantovano è un dialetto lombardo: in particolare appartiene al gruppo dei dialetti lombardo orientali, insieme al bresciano, al bergamasco, al cremasco o alto cremonese e al trentino occidentale; e differisce dal mantovano cittadino, dialetto della lingua emiliana.

### Religione

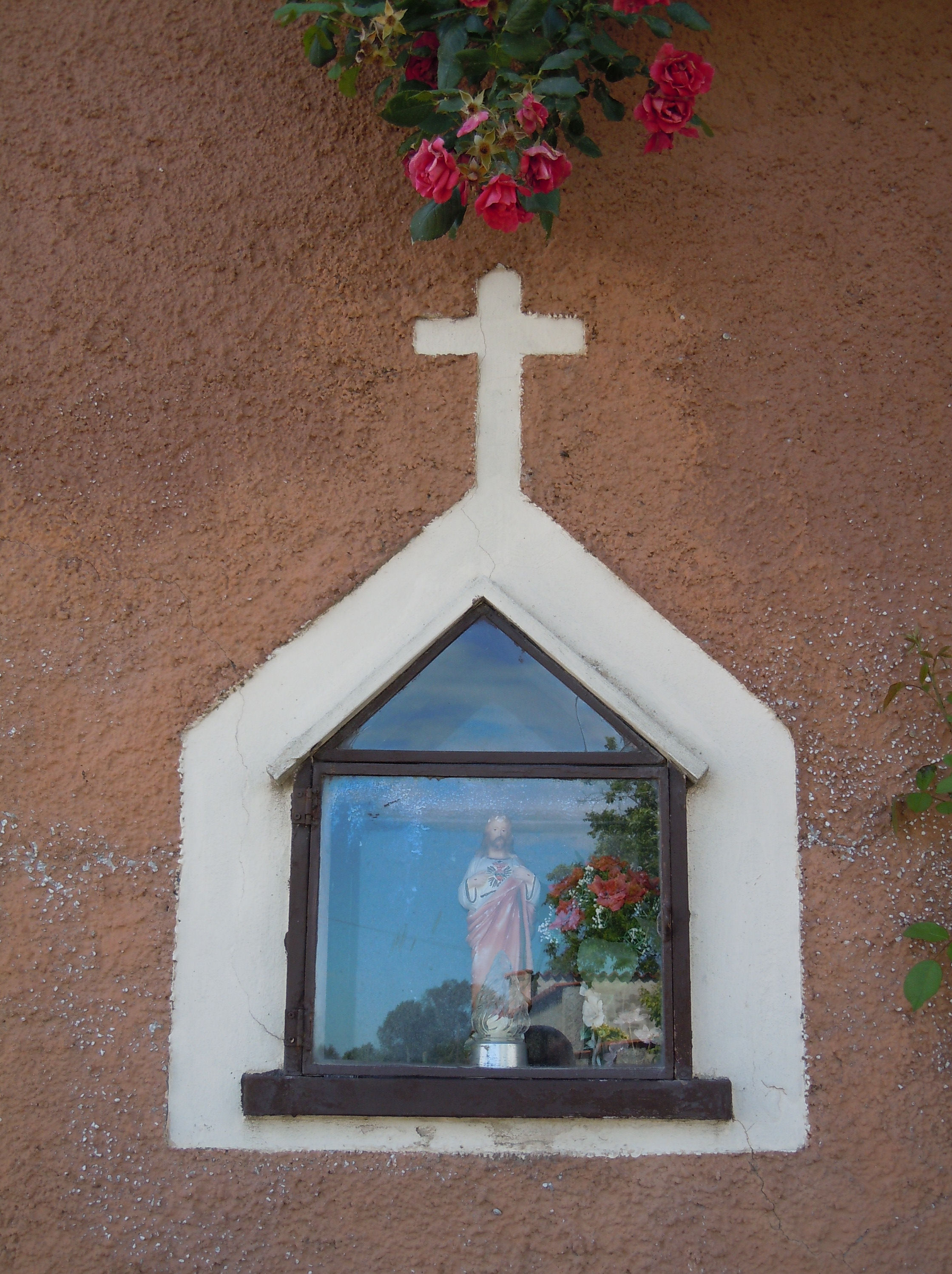
Santella in frazione Squarzieri di Casaloldo

#### Cattolicesimo
La pratica religiosa era comune e diffusa presso tutti i ceti sociali: uomini, donne e bambini frequentavano non solo la messa domenicale, ma vivevano collettivamente riti e festività liturgiche nella consapevolezza che il fondamento della vita sociale fosse da riconoscersi nella dimensione religiosa. La partecipazione a processioni, rosari, tridui, imposizioni di sacramenti e altre forme di culto era frequente, soprattutto da quando il Concilio di Trento aveva prescritto, raccomandato e favorito la presenza a tali pratiche.
L'imporsi della società di tipo industriale nel secolo da poco trascorso ha favorito nell'Alto Mantovano lo sviluppo di una mentalità pragmatica e concreta che si è rivelata, al tempo stesso, sempre più laica e profana. Essa ha indebolito, portandola fin quasi alla scomparsa, quella concezione religiosa del mondo, tramandata da infinite generazioni fino al primo Novecento, per la quale ogni periodo dell'anno e ogni ora della giornata erano regolati e santificati da pratiche di culto. Il sacro non atteneva solo all'uomo nel suo rapporto con il cielo, ma permeava l'intera realtà sensibile, la terra e gli esseri viventi.

##### Storia ecclesiastica

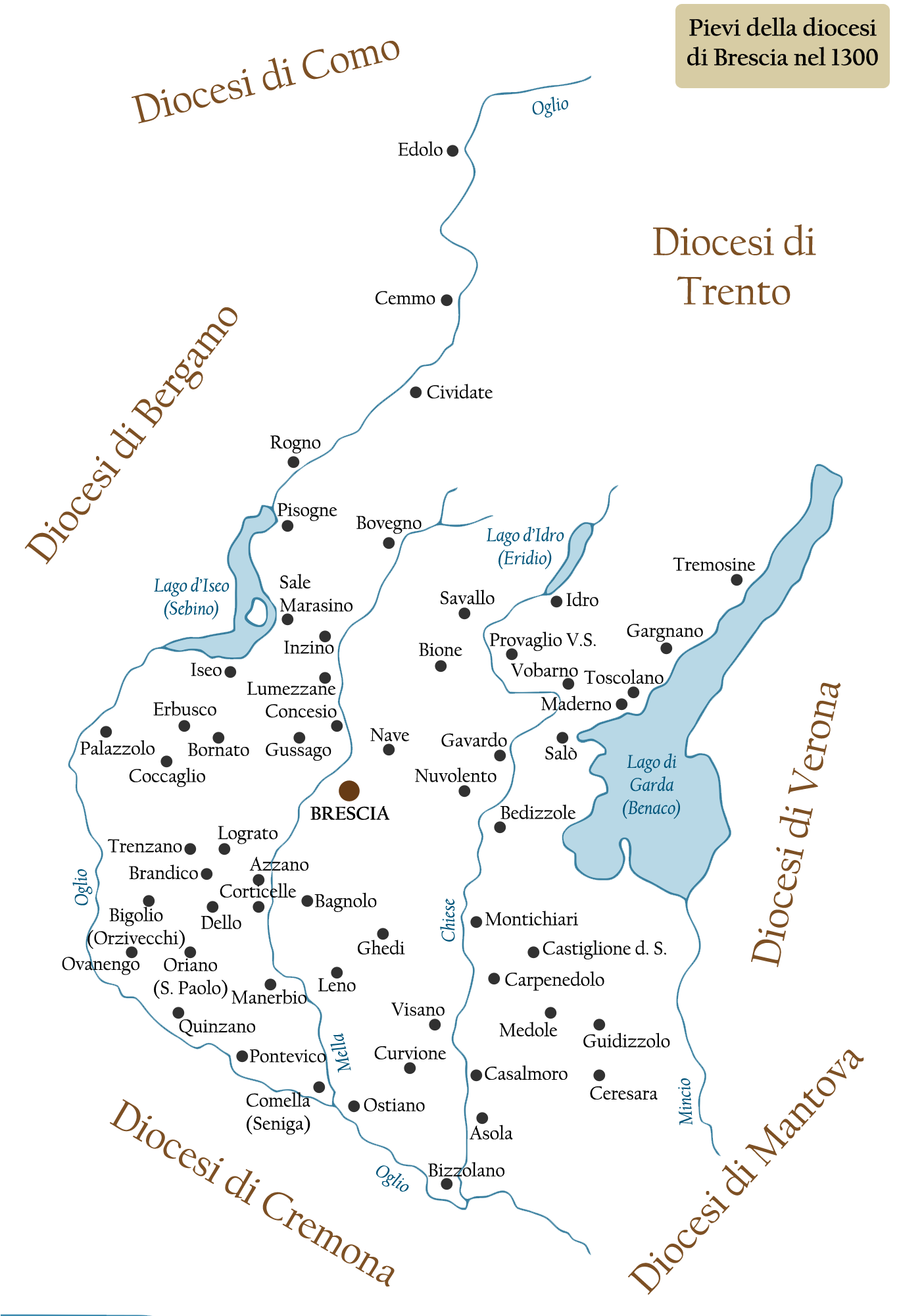
Pievi della diocesi di Brescia nel 1300

Tutta l'area dell'Alto Mantovano appartiene oggi alla diocesi di Mantova, sebbene fino alla fine del XVIII secolo o all'inizio del XIX la maggior parte delle parrocchie alto mantovane abbiano fatto parte della diocesi di Brescia
In particolare, le terre corrispondenti oggi a Castiglione delle Stiviere, Solferino, Medole, Guidizzolo, Castel Goffredo, Casaloldo, Casalmoro, Asola, Mariana Mantovana, Redondesco, Acquanegra sul Chiese, Canneto sull'Oglio, Casalromano sino alla fine del Settecento erano sede di parrocchie incluse nella diocesi di Brescia, in parte soltanto delegate dal Cinquecento in poi a quella di Mantova, a causa dell'espansione del Marchesato di Mantova.
Nei diplomi rilasciati da re d'Italia o imperatori del Sacro Romano Impero dall'XI secolo in poi alla Chiesa di Mantova si trova che solo pochi centri dell'Alto Mantovano erano sede di pievi appartenenti alla diocesi mantovana: si tratta in particolare di Cavriana, San Cassiano di Cavriana, Volta Mantovana, Goito, San Martino Gusnago, e di un luogo ora scomparso chiamato "Capo di Tartaro", situato all'epoca probabilmente tra Mosio, Redondesco e Marcaria, cioè in prossimità del confine con il Bresciano.
In epoca precedente tuttavia molte tra queste località avevano ospitato consistenti proprietà del monastero bresciano di Santa Giulia, rimanendo quindi anch'esse sotto l'influenza di Brescia: sono le corti di Cavriana, Goito, San Martino Gusnago. Nel Medioevo appartenevano invece pienamente alla diocesi di Brescia le pievi di Asola, Bizzolano di Canneto sull'Oglio, Casalmoro, Medole, Guidizzolo, Castiglione delle Stiviere; contesa tra Brescia e Mantova era la giurisdizione sulla pieve di San Martino Gusnago.
Grazie ad una serie di ampliamenti che si verificano tra il 1785 e il 1820, il territorio della diocesi di Mantova raggiunge un'estensione che è quasi pari a quella attuale, fagocitando, tra gli altri, anche i territori a settentrione della città già inclusi nella diocesi di Brescia. È presumibile che tali ampliamenti, succedutisi in un lasso di tempo caratterizzato da una politica di soppressioni religiose e quindi non certo favorevole alla Chiesa, come l'epoca napoleonica, siano l'espressione di una volontà dell'autorità civile di far coincidere il più possibile confini amministrativi e confini ecclesiastici per operare un maggior controllo sull'attività della diocesi. In effetti il territorio diocesano virgiliano, in precedenza assai ridotto, viene in questo periodo ad assumere contorni che lo avvicinano più nettamente all'ambito della provincia, con un raddoppio della superficie di propria pertinenza.
Nel 1785 entrano a far parte della diocesi le parrocchie, già appartenenti a Brescia, e in qualche caso sottoposte ad Asola – centro di una piccola zona indipendente da ogni altra diocesi fino al 1818 –, dei territori di Acquanegra, Casalromano, Castel Goffredo, Mariana e Redondesco. Nel 1787 Brescia cede a Mantova le parrocchie dei comuni di Castiglione delle Stiviere, Guidizzolo, Medole, Solferino, Canneto e Ostiano. Acquisita Gazoldo da Cremona nel 1803, nel 1818 vengono aggregate a Mantova le parrocchie di tutto il XVII distretto amministrativo: Asola con le relative frazioni, Acquafredda, Casalmoro, Casaloldo e Casalpoglio.
Dopo tali ampliamenti, il territorio della diocesi di Mantova si differenzia da quello della provincia dell'epoca solamente per la mancanza di una parte del distretto di Volta: Monzambano e Ponti sul Mincio, ancora appartenenti alla diocesi di Verona: queste due parrocchie sono acquisite da Mantova solamente nel 1977. Oggi inoltre sono ricomprese nel vicariato San Carlo Borromeo (Asola) della Diocesi di Mantova anche le parrocchie dei comuni ora cremonesi di Ostiano e Volongo.
- Confraternite.

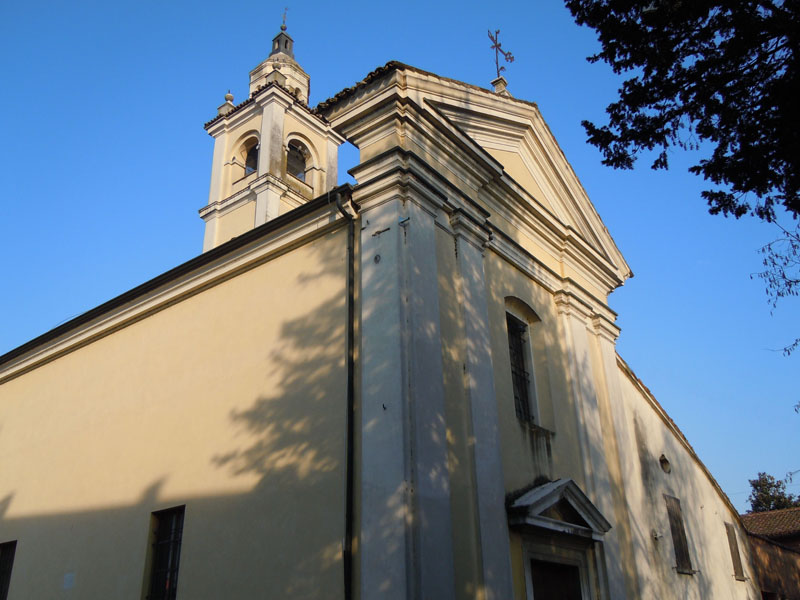
Castel Goffredo, chiesa dei Disciplini, sede della Confraternita dei Disciplini nel XVI secolo

Nel territorio altomantovano la diffusione delle confraternite comincia abbastanza presto: risalgono infatti al 1288 gli statuti della "Congregazione della Misericordia di Castel Goffredo" e al XIII secolo la presenza di una casa degli Umiliati, congregazione religiosa dedita alla preghiera e alla lavorazione della lana. Nel corso del Quattrocento il movimento dei Disciplini Bianchi acquista una diffusione capillare nel territorio bresciano. All'epoca della visita di San Carlo Borromeo (1580) non vi è praticamente comunità di quella parte dell'Alto Mantovano sottoposta alla diocesi di Brescia, che non abbia una o più scuole di Disciplini. Al Quattrocento risale anche la redazione degli statuti della confraternita di Canneto sull'Oglio. Nell'Alto Mantovano ecclesiasticamente bresciano i Disciplini erano presenti ad Asola, Castiglione, Solferino, Medole, Castel Goffredo, Casalmoro, Casaloldo, Acquanegra, Redondesco, Mariana, Canneto.
Alla fine del XV secolo venne fondata la confraternita del SS. Sacramento presso il duomo di Brescia; a partire da questa data in poi, istituzioni consimili si estesero a tutta la diocesi, con scuole del SS. Sacramento presenti in buona parte delle parrocchie altomantovane a partire dalla fine del secolo XV-inizio secolo XVI. A quanto pare, nelle origini e nella diffusione delle confraternite laicali – Disciplini, SS. Sacramento - ebbe un certo ruolo la predicazione al popolo svolta da ordini mendicanti quali Francescani e Domenicani.
- Autonomie religiose.

L'Alto Mantovano nel suo complesso non ha mai goduto di una specifica indipendenza dalle diocesi delle città circostanti, Brescia, Mantova e Verona. Tuttavia le parrocchie di alcuni centri, all'incirca tra il XVI e l'inizio del XIX secolo, pur appartenendo alle rispettive diocesi, erano in sostanza distaccate dalla giurisdizione del vescovo, con un'identità decisamente autonoma, a formare quasi piccole diocesi a sé stanti, soprattutto per certi periodi. È il caso di Asola e Castiglione delle Stiviere nei riguardi dell'ordinario di Brescia, di Gazoldo degli Ippoliti nei confronti di quello di Mantova. Castiglione e Gazoldo a motivo della presenza di famiglie reggenti feudi autonomi anche politicamente, Asola a causa di uno speciale protettorato ottenuto dalla Repubblica di Venezia. Gazoldo fu dichiarata nullius dioecesis, cioè non appartenente ad alcuna diocesi, Asola fu commenda e poi anch'essa divenne nullius dioecesis e fu retta da un vescovo – ragion per cui la parrocchiale asolana portava il titolo di cattedrale, Castiglione era una collegiata.

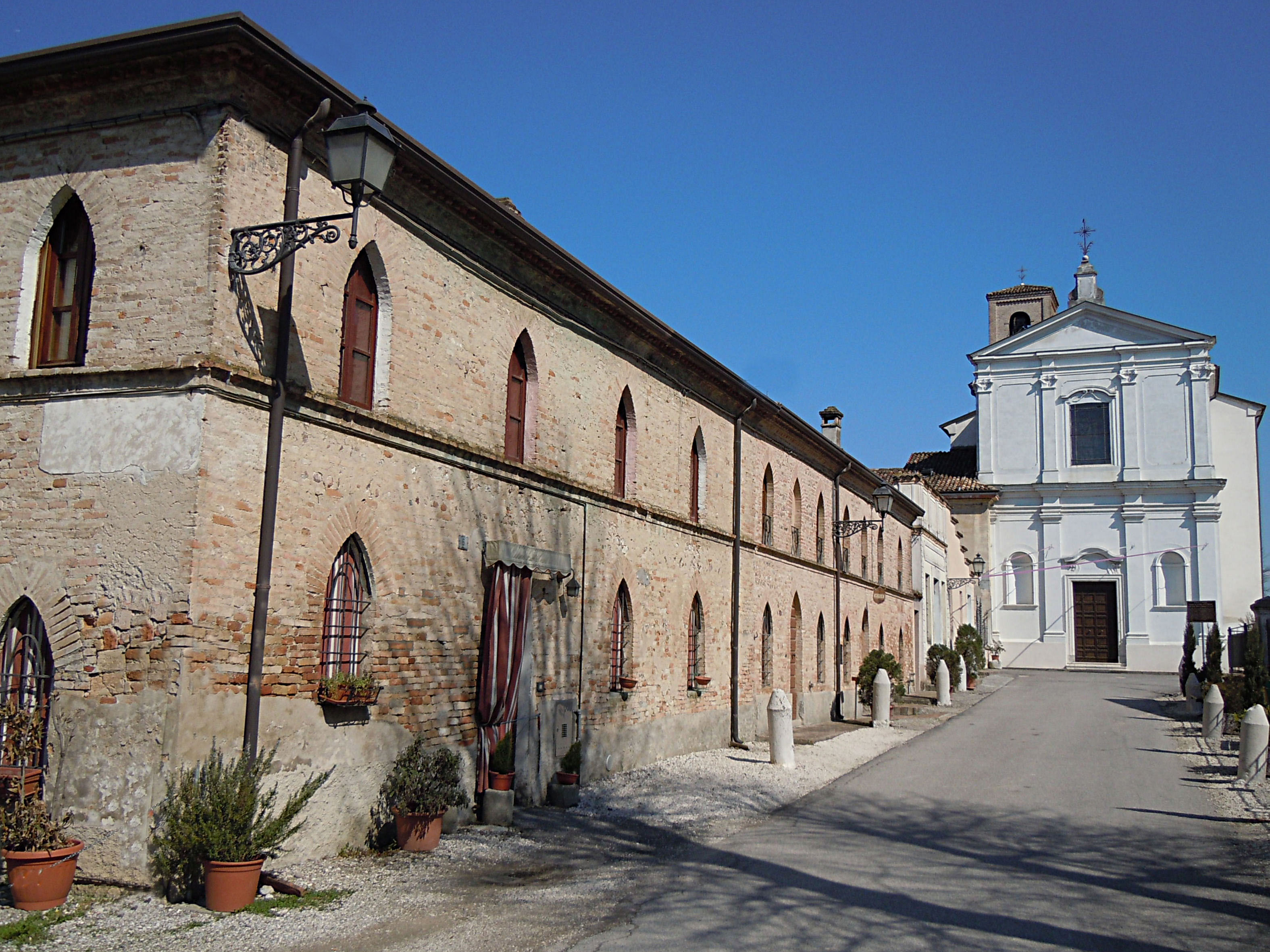
Chiesa parrocchiale di San Martino Gusnago

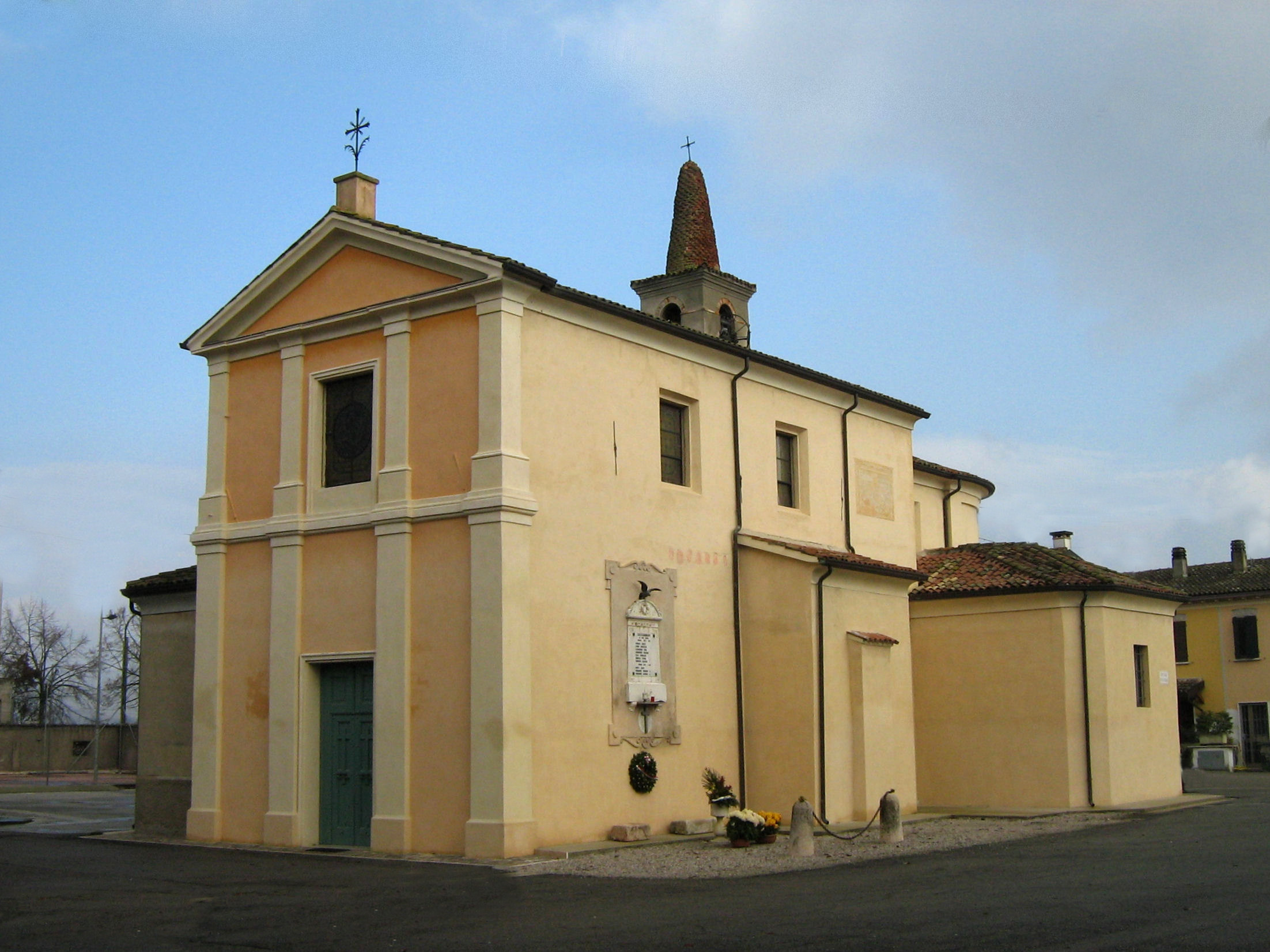
Chiesa parrocchiale di Castelgrimaldo

#### Ebraismo
L'Alto Mantovano non è mai stato terra di insediamento di comunità ebraiche - a parte i casi, tutt'altro che trascurabili, di Castel Goffredo e Ostiano-, diversamente da quanto è avvenuto dal Basso Medioevo in poi, sotto il dominio della famiglia Gonzaga, per la stessa Mantova o per altri luoghi della provincia, quali ad esempio Bozzolo, Viadana o Sabbioneta.
A Castiglione delle Stiviere, Asola e nei territori adiacenti dal Quattrocento in poi si stabilirono soltanto singoli individui con le proprie famiglie, svolgendo attività di prestito a interesse nei banchi feneratizi od occupandosi della riscossione delle imposte e gabelle per i signori del luogo.
Detestati per tali occupazioni dalla popolazione locale, subirono spesso violenze nei momenti di torbidi politici: così accadde per esempio al generale daziale e appaltatore di tabacchi del principe Ferdinando II di Castiglione, durante la rivolta contro i Gonzaga di Castiglione degli ultimi anni del Seicento. Anche nell'Alto Mantovano dunque gli ebrei, per quanto in numero esiguo, in passato sono stati mal tollerati e separati dalla comunità cristiana.

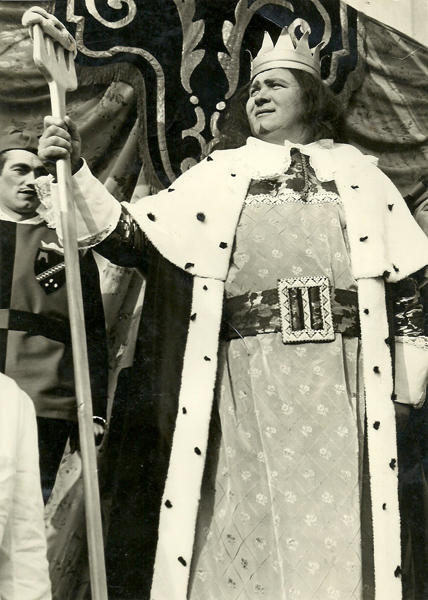
Re Gnocco, 7 febbraio 1964, Carnevale di Castel Goffredo

### Tradizioni e folclore
La zona dell'Alto Mantovano vanta antiche tradizioni:
- San Martino (11 novembre)[88]
- Santa Lucia (13 dicembre)[89]
- Sant'Antonio Abate (17 gennaio)[90]
- Il falò (burièl) della Vecchia (Epifania)[91]
- Carnevale (ultimo martedì di Carnevale)[92][93][94][95]

### Politica
- Aggregazioni territoriali

Alto Mantovano. Il territorio delle colline moreniche ha intrapreso un percorso di identificazione territoriale giungendo alla sottoscrizione di un Protocollo d'Intesa Quadro, nel 2007, da parte dei soggetti istituzionali del territorio dell'Alto Mantovano e del Basso Garda Bresciano. Sono coinvolti i comuni di: Castel Goffredo, Castiglione delle Stiviere, Cavriana, Goito, Guidizzolo, Medole, Monzambano, Ponti sul Mincio, Solferino, Volta Mantovana.
Asolano. I Comuni della porzione occidentale del territorio altomantovano, segnata dal bacino del fiume Chiese, che da Casalmoro scende fino alla confluenza dell'Oglio, appena più a sud di Canneto, cioè Asola, Canneto, Casalmoro, Casaloldo, Mariana Mantovana, Piubega, Redondesco hanno iniziato un percorso di definizione concertata degli obiettivi di sviluppo. Le amministrazioni comunali, con il supporto della Provincia di Mantova, attraverso la definizione del Protocollo di Intesa "Tra l'aquila e il Leone terre di frontiera e di comunicazione", hanno attivato la costruzione di un piano strategico dell'area.

#### Unione di comuni
- Unione di comuni Castelli Morenici
- Unione delle Torri

## Cultura
Sia dal punto di vista linguistico sia da quello religioso, politico, architettonico-insediativo l'Alto Mantovano si caratterizza per tratti comuni che lo distinguono dal resto della provincia: si tratta di una regione molto unitaria nelle vocazioni storiche come nelle scelte attuali. Dopo essere stato poco esplorato a causa di un lungo periodo di scarso interesse protrattosi fino a tempi recenti, la cultura, l'arte, la storia del territorio alto mantovano sono da qualche decennio oggetto di un'attenzione sempre più viva nelle sue componenti più ampiamente culturali, essendo state sottoposte a indagini che, seppure non sempre sistematiche, hanno prodotto e continuano a produrre un'interessante messe di studi.

### Patrimoni dell'umanità UNESCO

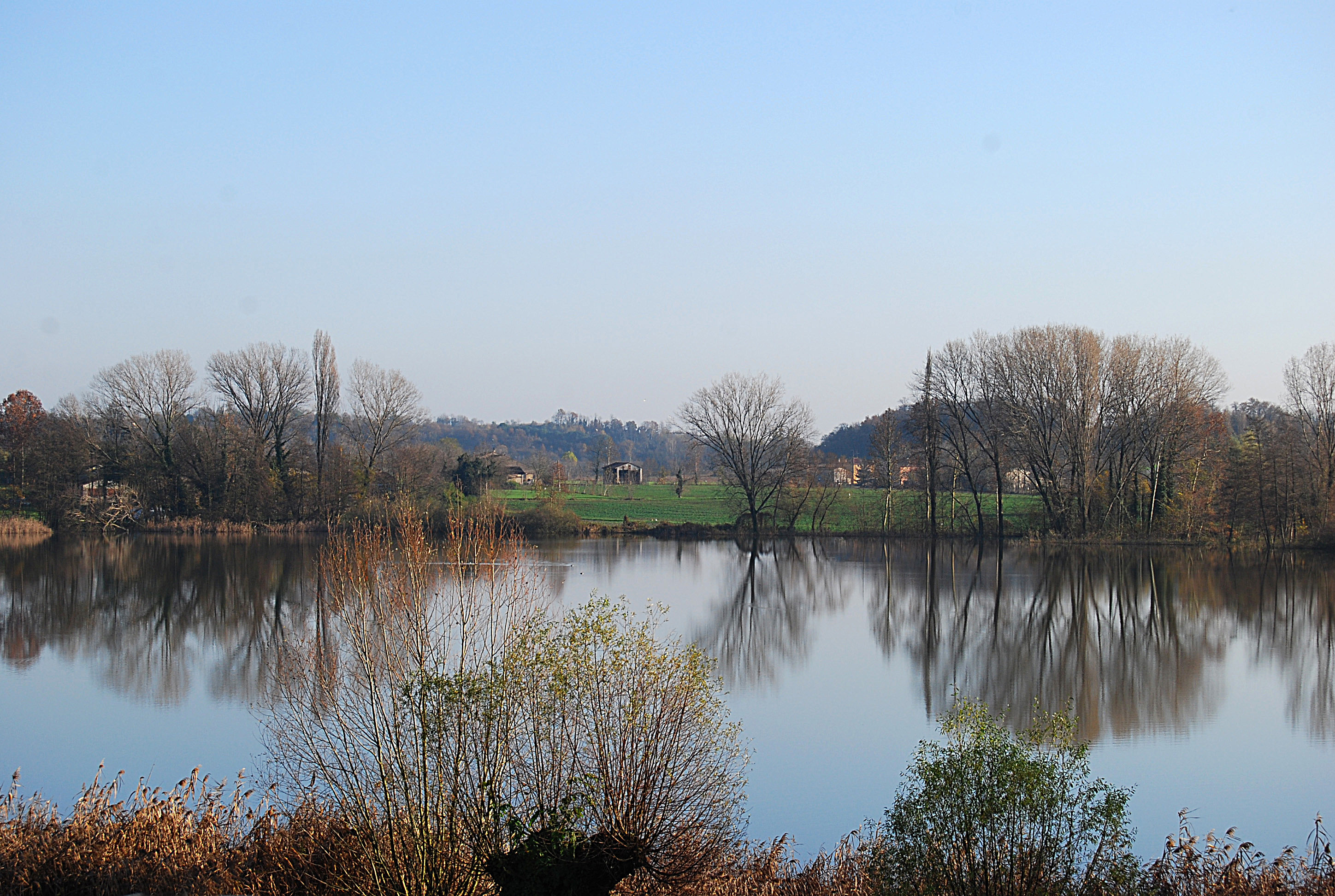
Castellaro Lagusello

Le stazioni palafitticole dell'età del bronzo di Castellaro Lagusello e Bande di Cavriana sono stati iscritti nell'anno 2011 nella lista dei siti patrimonio dell'umanità dell'UNESCO tra gli antichi insediamenti alpini.
Si tratta di una tipologia di abitati dell'età del bronzo situati in ambienti umidi, come zone lacustri, palustri o fluviali (litorale del Garda e bacini alpini o intermorenici). In quell'epoca la zona del lago di Garda si presentava come un crocevia per i contatti tra l'area transalpina e quella mediterranea: forti erano infatti i rapporti di scambio con l'Europa continentale. I modelli strutturali di questi abitati, particolarmente numerosi in tutto il bacino gardesano, presentano due tipologie fondamentali, richieste dalla particolare situazione ambientale: la palafitta e la bonifica. La prima consisteva in un fitto impalcato sostenente una piattaforma sospesa abitabile con le relative capanne; la seconda era formata da stratificazioni di legname e riempimenti inerti in grado di rendere asciutto e abitabile un terreno acquitrinoso.
La località di Bande di Cavriana corrisponde all'invaso, ora quasi completamente interrato, del bacino di un piccolo lago intramorenico. Sulle sue sponde, agli inizi dell'età del bronzo – precisamente intorno al 2040 a.C. –, sorse e si sviluppò un vasto abitato palafitticolo considerato, con quelli di Barche di Solferino e di Polada di Lonato del Garda, uno dei più antichi dell'area padana. Venne frequentato fino agli inizi della media età del bronzo (1600 a.C. circa) quando venne abbandonato e le strutture della palafitta crollarono impaludandosi. Lo stesso sito venne rifrequentato dopo alcuni decenni utilizzando in parte i resti del precedente impianto e completando l'opera con una bonifica stratificata, tale da rendere abitabile il terreno impaludato. Così, quello di Bande è uno dei pochi insediamenti che si caratterizza per la presenza di entrambe le tipologie insediative, palafitta e bonifica: una frequentazione quasi ininterrotta per almeno otto secoli, attraverso tutte le fasi padane dell'età del bronzo. Il sito venne definitivamente abbandonato nel corso del XIII secolo a.C.. L'insediamento di Castellaro Lagusello nasce invece all'inizio della media età del bronzo (1650 a.C. circa), quasi contemporaneamente alla impostazione del secondo impianto del villaggio di Bande di Cavriana; il villaggio di Castellaro si protrarrà però fino al 1150 a.C. circa.

### Arte

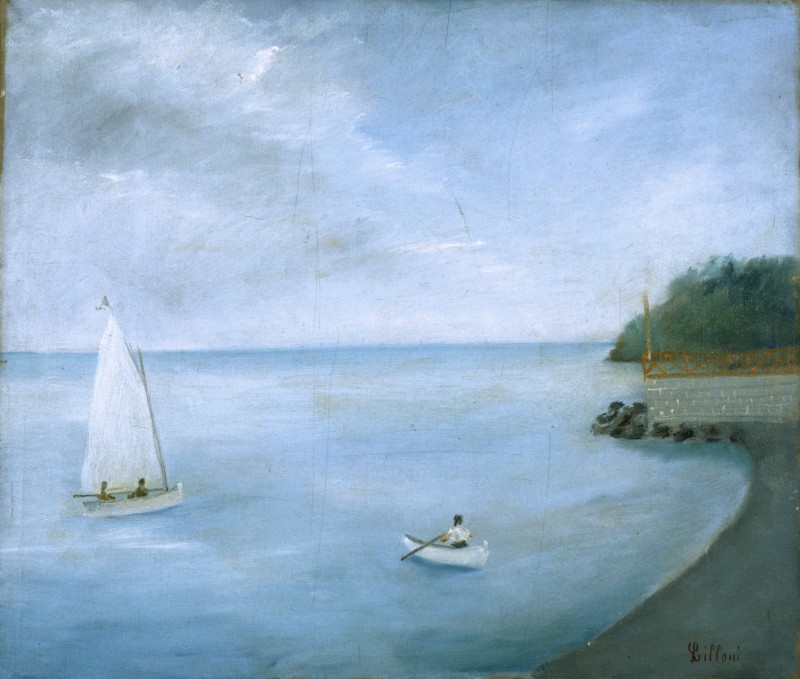
Umberto Lilloni, Paesaggio di Lavagna, 1934 (Collezioni d'arte della Fondazione Cariplo)

Nel territorio dell'Alto Mantovano, in un tempo recente, l'arte e, in specifico, la pittura, assunsero una dimensione sovralocale. Si realizzò allora una stagione artistica straordinariamente emozionante, in cui la pittura di paesaggio illuminò e diede veste estetica a questi luoghi suggestivi, culminando nel cosiddetto Chiarismo lombardo.
Il periodo di quella produzione artistica che ha preso origine da questo territorio o che a questo territorio si lega è quello che, grossomodo, si estende tra il 1859, all'indomani della battaglia di Solferino e San Martino, e gli anni ottanta del Novecento.
Il movimento prende avvio dalle prove post-risorgimentali di Carlo Ademollo (Firenze, 1824-1911) e Giuseppe Nodari (Castiglione delle Stiviere, 1841–1898). Attraversa, quindi, l'esperienza scapigliata di Virgilio Ripari (Asola, 1843 – Milano, 1902) e la pittura prospettica di Domenico Pesenti (Medole, 1843 – Mantova, 1918) per soffermarsi sul naturalismo divisionista e post-scapigliato di Vindizio Nodari Pesenti (Medole, 1879 – Mantova, 1961), di Archimede Bresciani (Gazoldo, 1881 – Milano, 1939), di Mario Lomini (Redondesco, 1887–1948).
Successivamente si apre il vero e proprio periodo all'insegna del dipingere in chiaro – il Chiarismo, appunto -, con sodalizi estetici tra Medole e Castiglione. Nella prima metà del Novecento infatti l'Alto Mantovano, e in particolare Castel Goffredo e Castiglione delle Stiviere, sono stati i luoghi prediletti di ritrovo e di frequentazione artistica dei pittori mantovani facenti parte del movimento artistico chiamato "Chiarismo lombardo", i quali hanno lasciato una traccia importante della zona nei loro dipinti. Avevano eletto come maestro il professore castiglionese Oreste Marini (Castel Goffredo, 1909 - Castiglione delle Stiviere, 1992), e facevano parte del gruppo, tra gli altri, i pittori Maddalena Nodari (Castel Goffredo, 1915 – Roma, 2004), Umberto Lilloni (Milano, 1898–1980) e Angelo Del Bon (Milano, 1898 – Desio, 1952), ma anche Giuseppe Angelo Facciotto (Cavriana, 1904 – Mantova, 1945), Carlo Malerba (Bastida Pancarana, 1896 – Milano, 1954), Ezio Mutti (Castiglione delle Stiviere, 1906-1987).
Il Chiarismo consiste in una pittura che affida a un segno emotivo e mosso la vibrante luminosità che la natura sa sprigionare alla vista. Si tratta di una serie di pittori che, tra gli inizi degli anni trenta e gli inizi degli anni cinquanta del XX secolo, si sono dedicati ad aggiornare l'orizzonte arcaista cui si ispiravano tutti gli artisti più affermati del panorama nazionale.
Ma la parte di territorio che si estende tra le rive meridionali del Garda e la pianura mantovana, chiusa a est dal fiume Mincio e a ovest dal Chiese, un habitat suggestivo, dalle caratteristiche naturali e paesaggistiche di grande pregio, diventa anche, sempre negli stessi anni, una sorta di ritrovata Arcadia, oggetto di una pittura rasserenante.
L'anfiteatro delle colline moreniche, con i suoi dolci pendii, si modifica, si idealizza, diventa colore e poesia nelle tele di artisti mantovani come Arturo Cavicchini (Ostiglia, 1907 – Mantova, 1942), Alessandro Dal Prato (Roncoferraro, 1909 – Guidizzolo, 2002), Giuseppe Fierino Lucchini (Stradella di San Giorgio di Mantova, 1907 – Casalmaggiore, 2001), Aldo Bergonzoni (Mantova, 1899 – Padova, 1976).
Nel decennio successivo al 1945, emergono anche qui i fermenti che, in campo artistico, orientano il Paese verso un'identità contemporanea, nel superamento di una visione bucolica e felice della natura, e cambiano l'orizzonte del fare pittura. Da Franco Ferlenga (Castiglione delle Stiviere, 1916-2004) a Danilo Guidetti (Castiglione delle Stiviere, 1928–1990) la pittura di paesaggio evolve andando oltre la rappresentazione della natura come spettacolo.
Le ultime emozioni di questo percorso artistico legato all'Alto Mantovano sfociano in operazioni surreali, nella ricerca di interazione tra arte e linguaggio, e tendenze postmoderne, in cui l'originalità sottopone a variazione il materiale estetico già disponibile: Franco Bassignani (Guidizzolo, 1942), Eristeo Banali (Mantova, 1950), Adriano Castelli (Asola, 1955).

### Musei

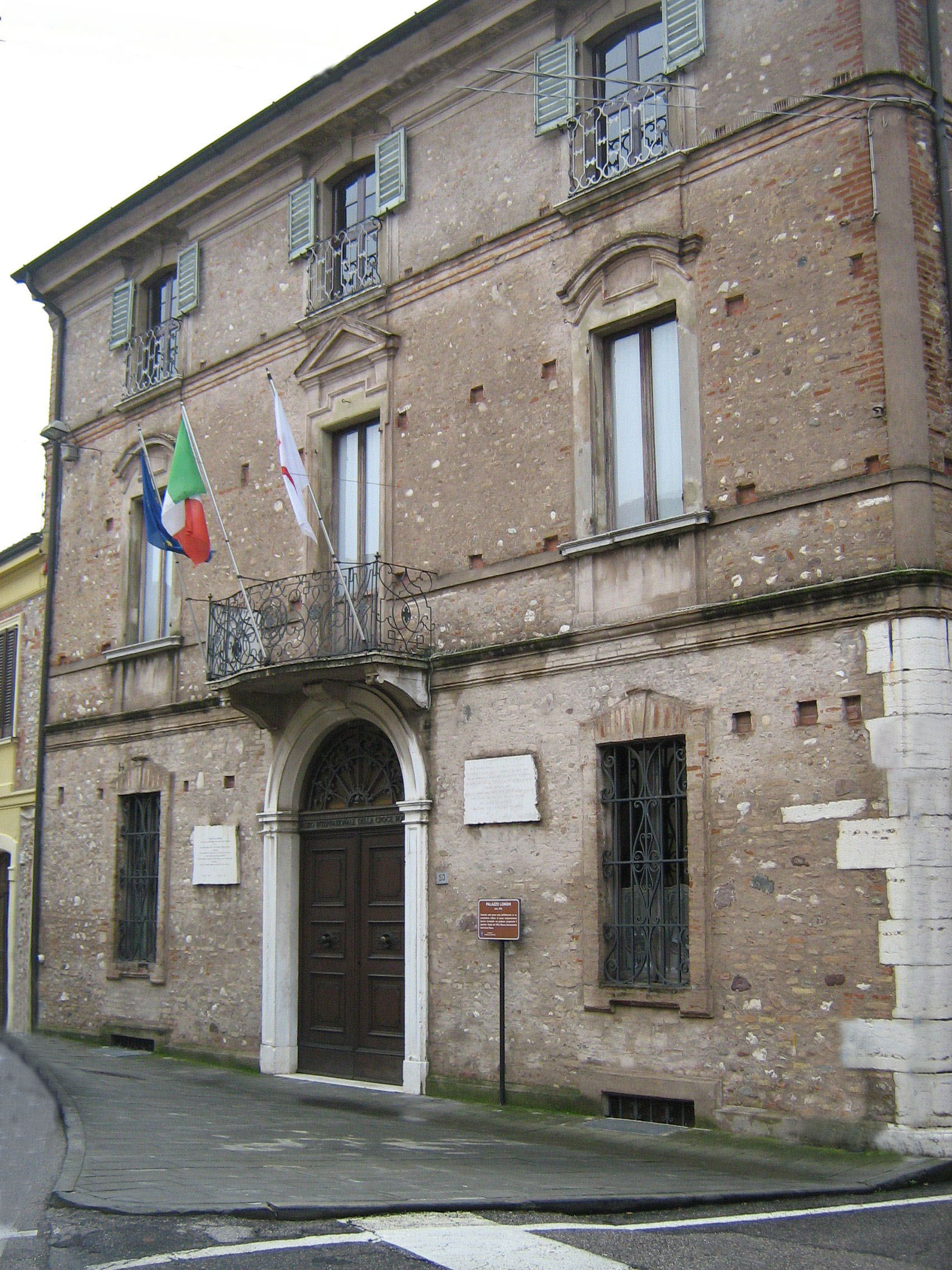
Castiglione delle Stiviere, Museo Internazionale della Croce Rossa

I musei presenti sul territorio rientrano quasi tutti nel Sistema dei Musei Mantovani. I più importanti sono:
- Museo Internazionale della Croce Rossa e Museo Storico Aloisiano presso il Collegio Vergini di Gesù a Castiglione delle Stiviere
- Museo storico del Risorgimento a Solferino[111]
- Museo archeologico dell'alto mantovano a Cavriana
- MAM Museo d'Arte Moderna e Contemporanea dell'Alto Mantovano a Gazoldo degli Ippoliti[112]
- MAST Castel Goffredo a Castel Goffredo
- Civica raccolta d'arte a Medole

### Biblioteche e archivi

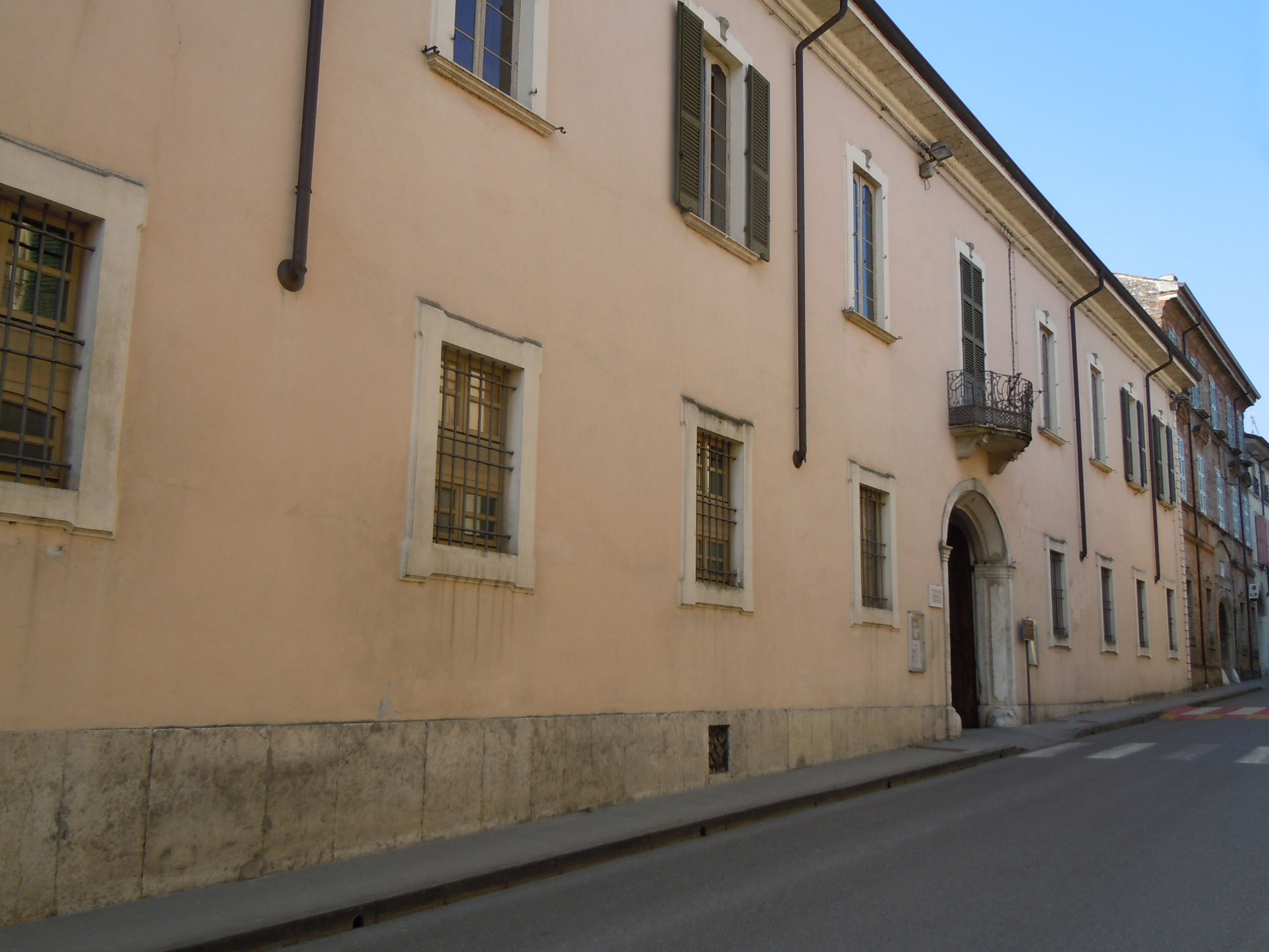
Castiglione delle Stiviere, Palazzo Pastore sede della biblioteca comunale

Le varie biblioteche comunali dell'Alto Mantovano fanno parte delle biblioteche della provincia di Mantova, in particolare del Sistema Bibliotecario Ovest Mantovano, e sono in grado di prestare libri e multimedia, anche provenienti da altre biblioteche della provincia, tramite il prestito interbibliotecario. Una rete informatica collega tutte le biblioteche dell'Ovest Mantovano fra loro, e con le restanti della provincia di Mantova, Brescia e Cremona, rendendole partecipi di un'unica grande biblioteca virtuale. Si può consultare da casa il catalogo on-line e verificare la disponibilità del documento cercato. Anche le procedure gestionali delle biblioteche e degli utenti sono informatizzate. Il servizio di interprestito è una realtà consolidata che garantisce la lettura e l'informazione anche agli utenti residenti in comuni isolati.
Per prestigiosa collocazione, antichità e ricchezza del patrimonio librario si distingue senz'altro la Biblioteca comunale di Castiglione delle Stiviere, ospitata in un'ala di Palazzo Pastore.
I comuni di Castiglione delle Stiviere, Medole, Cavriana, Solferino e Ponti sul Mincio hanno avviato una bozza di convenzione per la gestione comune di quello che è stato chiamato Servizio Archivistico dell'Alto Mantovano. Le amministrazioni comunali di Asola, Canneto sull'Oglio, Casalmoro e Casalromano, considerato il valore e la dimensione del proprio patrimonio archivistico, hanno anch'esse avviato una politica archivistica unitaria, investendo nella realizzazione globale del servizio archivistico attraverso una forma di cooperazione

### Cucina

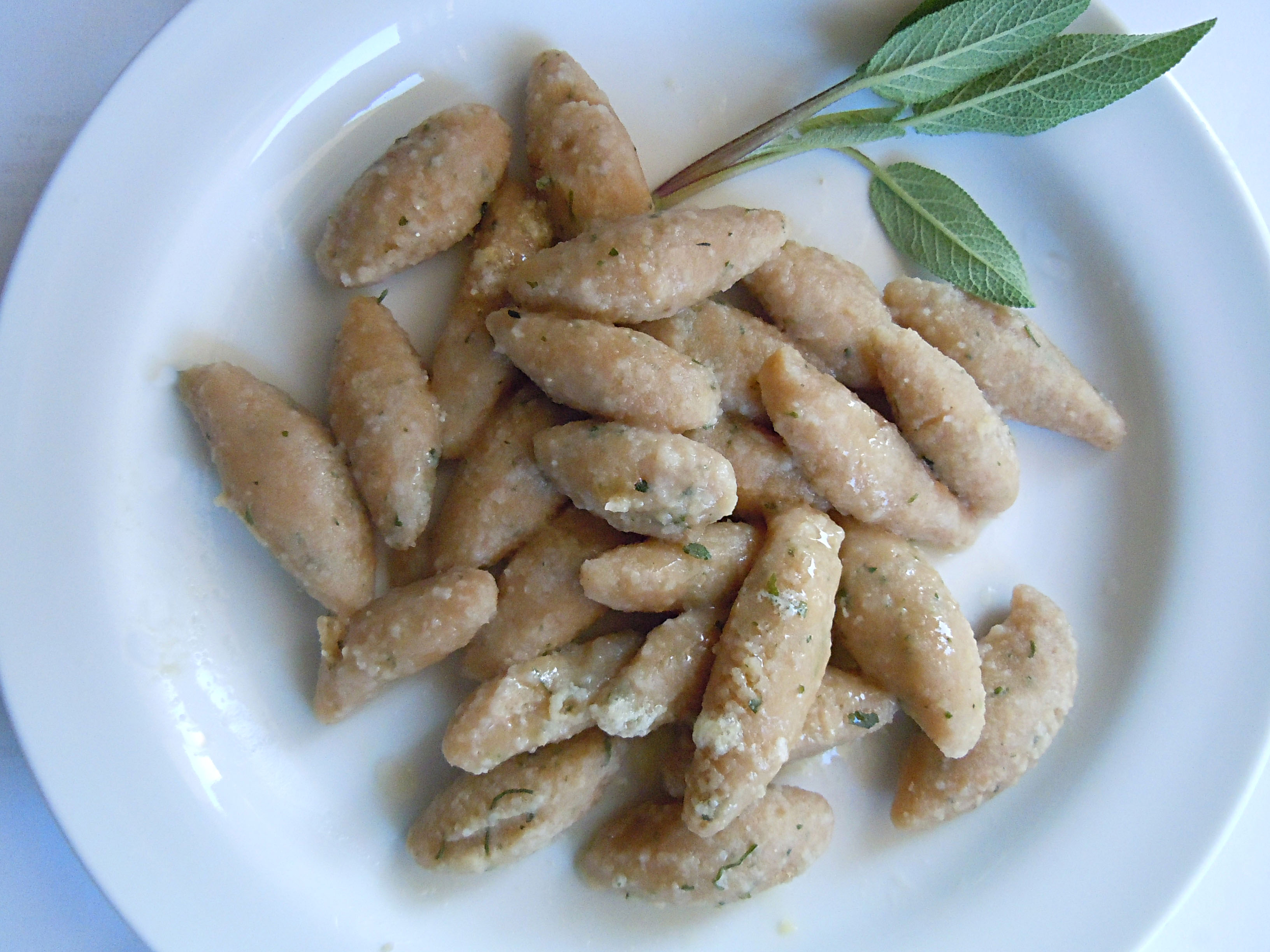
I capunsei

A grandi linee, le produzioni tipiche dell'area altomantovana non si discostano da quelle di tutta la Pianura Padana. Più in particolare, la gastronomia locale è il risultato del connubio fra l'arte culinaria mantovana, apprezzata in tutto il mondo, e le tradizioni più genuine dell'area collinare morenica.

## Geografia antropica
Esaminando la storia del territorio alto mantovano si può rilevare agevolmente la distinzione tra quel nucleo centrale, più o meno corrispondente alla diocesi antica, al comitato e alla giurisdizione del comune medievale di Mantova, e una complessa corona di territori anticamente non mantovani, e successivamente acquisiti soprattutto per merito dei Gonzaga, ma che mai hanno perso la loro alterità rispetto al Mantovano di antica radice, nella cultura, nel linguaggio, nella religione, ma anche nei modelli insediativi e nella tipologia dell'edilizia rurale.

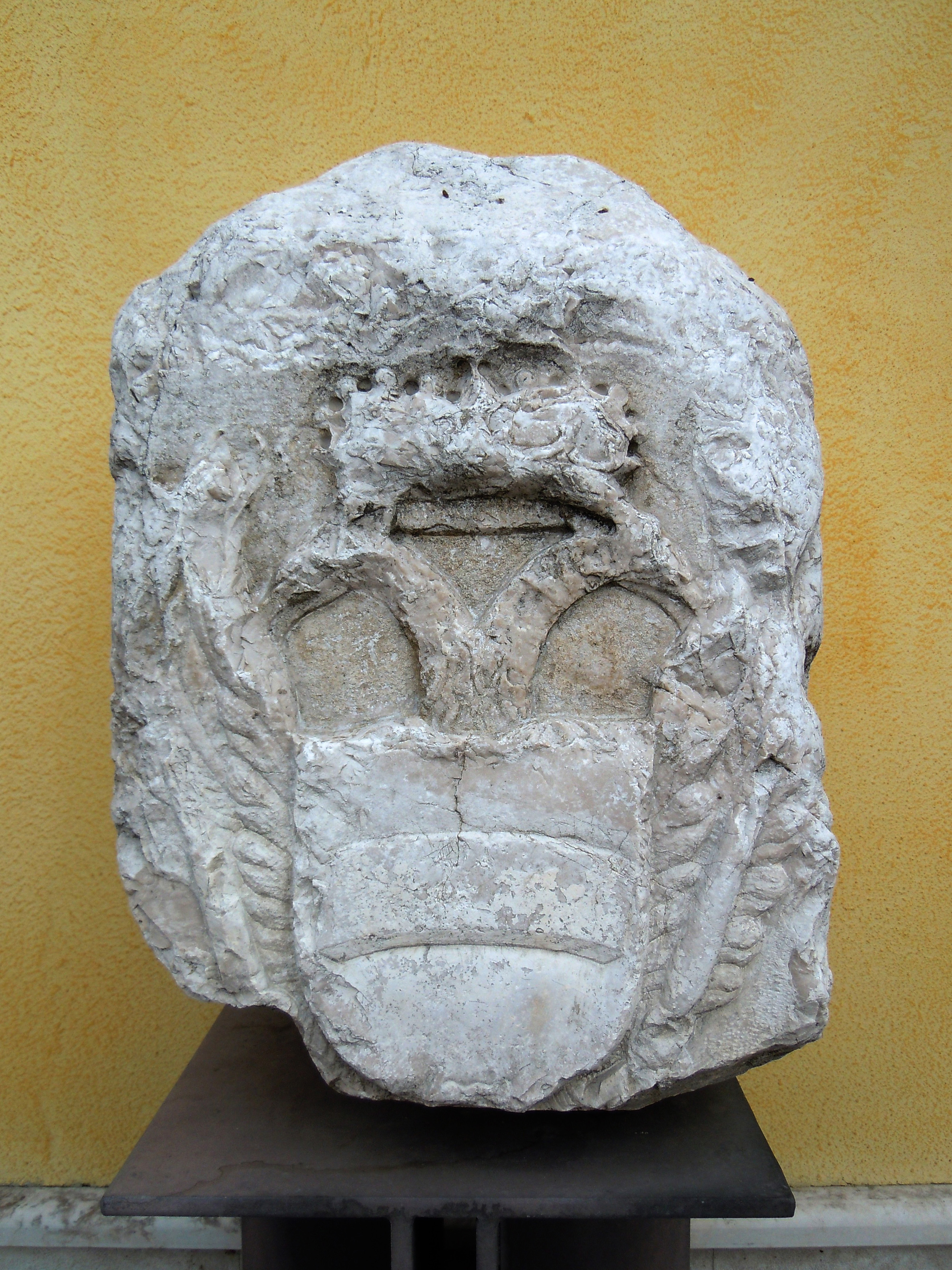
Castel Goffredo, Piazza Castelvecchio, frammento di cippo confinario austriaco del 1756 delimitante la Repubblica di Venezia e l'Impero d'Austria

L'alta pianura asciutta, la zona cioè a nord della Postumia, sia per la ovvia stabilità del regime idrico, sia per la maggiore evidenza del reticolo centuriato, sia ancora per un'antica non "mantovanità" – aree in parte legate agli agri veronese e bresciano in epoca romana e dipendenti da diocesi e monasteri di queste ultime città nell'Alto Medioevo e oltre -, sia ancora per una diversa cultura etnica che ha le sue radici in maggiori difficoltà colturali – quindi maggiore povertà, in maggiore esposizione a scorrerie di età barbarica e a guerre successive, terra quindi aperta a un tempo e isolata -, manifesta, leggibili tuttora, un'arcaicità e una continuità, non solo nella trama territoriale, ma anche nella rarefazione e nell'isolamento dei nodi insediativi.
Qui la corte agricola tipicamente mantovana non ha avuto successo; domina invece il piccolo nucleo con forti echi di struttura fortificata, visibili per esempio nelle cosiddette "colombare": è la tipica corte chiusa dell'alta pianura. È nella stessa zona che risulta, ancora, un altro interessante elemento di continuità con la centuriazione romana, che coniuga antichi miti agresti con la tradizione cristiana; le numerose cappellette, frequenti in molte campagne, sono qui particolarmente diffuse e coincidenti con gli incroci fra i limites; elementi chiaramente sostitutivi o dei cippi gromatici o di alberi sacri.
I territori dell'Alto Mantovano acquisiti a Mantova in tempi relativamente recenti presentano, sotto il profilo dell'ambiente naturale, della struttura idrico-pedologica e delle radici storiche più antiche, caratteri analoghi a quelli, contigui, posti sull'asse della Postumia da Goito a Redondesco – Ceresara, San Martino Gusnago, Piubega, Gazoldo –, che appartenevano invece alla diocesi mantovana e all'ambito giurisdizionale del comune cittadino prima e dello Stato signorile gonzaghesco poi: i primi però rivelano la loro sostanziale estraneità al Mantovano anche nell'assenza, o nella ridotta presenza, delle grandi corti rurali e nella maggior importanza dei centri di tipo urbano.
Questa particolare situazione ha appunto favorito nell'Alto Mantovano il formarsi di piccoli centri urbani, quasi minicapitali di sostrato rurale, anche se dotati, nel tardo Rinascimento, di significativi interventi urbanistico-architettonici: Castel Goffredo, Castiglione, Solferino.
La diversità originaria permane quindi nei modelli insediativi, con netta divaricazione di questi stati semi-autonomi dal resto del Mantovano, caratterizzati dalla tendenza alla concentrazione in nuclei, alla povertà delle colture e dal permanere di una cultura, anche produttivo-edilizia, di tipo arcaico.

### La corte rurale

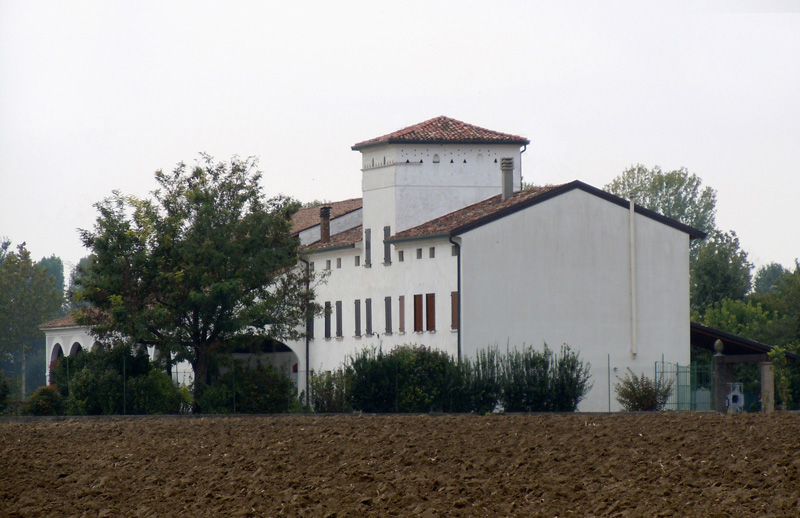
Corte rurale nell'Alto Mantovano

Per quanto riguarda l'architettura rurale, le tipologie prevalenti sono due, secondo una dicotomia tra zona collinare e pianeggiante che interessa anche altri aspetti dell'Alto Mantovano: le "contrade" delle colline moreniche e le corti chiuse dell'alta pianura, caratterizzate per lo più da aziende di media dimensione con struttura fondiaria non superiore ai 30 ha. Alle piccole rurali delle colline, costruite con ciottoli di fiume e aperte sulla campagna, si sostituiscono le grandi proprietà della vasta e feconda pianura, raccolte intorno all'aia e chiuse da mura ed edifici in mattoni, funzionali modelli edilizi destinati in passato a rispondere alle varie necessità: una grande casa padronale al centro per ospitare l'eventuale proprietario o l'amministratore; le abitazioni rurali per le famiglie dei lavoratori; gli ambienti predisposti alla conservazione di salumi, vino, formaggio; stalle e barchesse in cui riporre gli arnesi da lavoro, stivare fieno, grano, custodire il bestiame.
Le cosiddette corti chiuse, particolarmente diffuse nell'altopiano pianeggiante dell'Alto Mantovano, paiono evidenziare nella loro completa chiusura spaziale una matrice dichiaratamente difensiva, avvertibile anche nelle corti aperte della bassa pianura, che, costituite da edifici tra loro separati, sono comunque sovente circondate da fossati o da mura perimetrali. Circa l'origine delle corti rurali, specie di quelle chiuse, che proponevano caratteristiche di isolamento analoghe a quelle dei castelli-recinti fortificati, non è da escludere un riutilizzo di architetture militari per fini anche agricoli. Dai complessi militari l'architettura rurale sembra aver mutuato quegli elementi che meglio si prestavano a offrire garanzie di sicurezza: oltre ai fossati e alle mura perimetrali, si aggiunse in alcuni casi anche la presenza di torrioni d'accesso e torri dette "colombare", con funzione di deposito e di avvistamento.

### Urbanistica

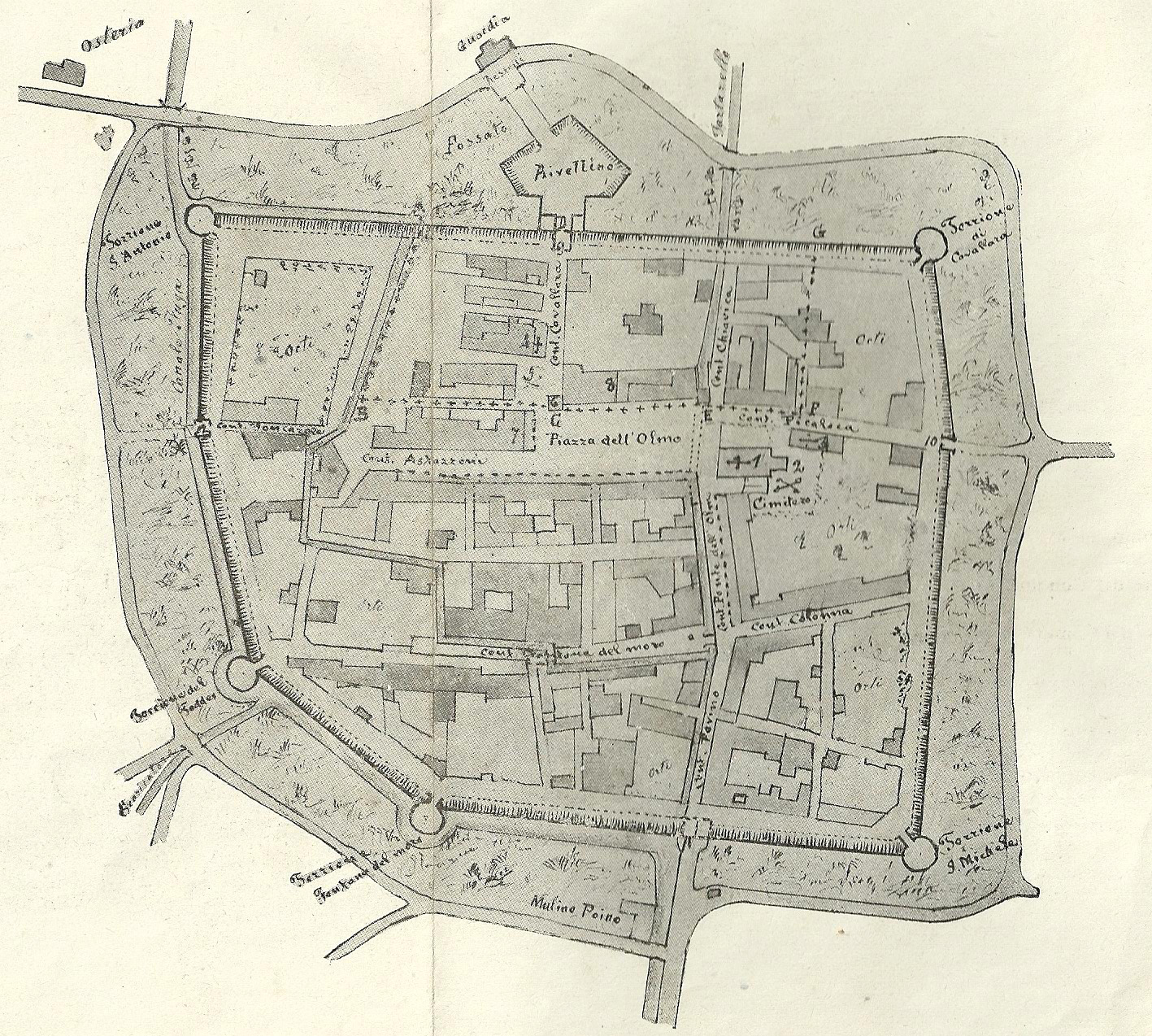
Mappa di Castel Goffredo, città fortezza, agli inizi del Cinquecento

Dal punto di vista urbanistico, i centri collinari del territorio sul confine tra Mantova, Brescia e Verona, erano per lo più borghi medievali che hanno conosciuto il dominio delle Signorie e si sono, in seguito, adattati allo sviluppo economico delle epoche più recenti. Sovrastati da un castello o dai suoi resti, che si ergono maestosi dall'alto della più elevata collina attorno alla quale è cresciuto il paese vero e proprio, sono impreziositi da ville signorili ed eleganti residenze costruite secondo il raffinato stile rinascimentale che sostituì fortificazioni e contrafforti quando vennero meno le funzioni difensive di quelle antiche postazioni militari.
La gonzaghesca Castel Goffredo, ma anche la veneziana Asola, rappresentano località di pianura caratterizzate da affinità costruttive, un tempo cintate da mura bastionate, con all'interno un'ampia piazza dove si trova la chiesa principale, il palazzo del principe o del comune, vie dritte, lunghi portici. L'elemento fortificato oggigiorno è in gran parte scomparso; di esso ci si può fare un'idea guardando alla cittadina, tuttora murata, di Sabbioneta, posta nel Basso Mantovano. Le fortificazioni perimetrali di Asola e Castel Goffredo, importanti e insostituibili testimonianze della storia urbana e militare, vennero infatti cancellate da costanti e definitive opere di dismissione e smantellamento durate almeno fino agli inizi del Novecento. Sono così scomparsi bastioni, mura, porte, i fossati, di cui restano rari e mal conservati avanzi, e una documentazione cartografica.

## Economia

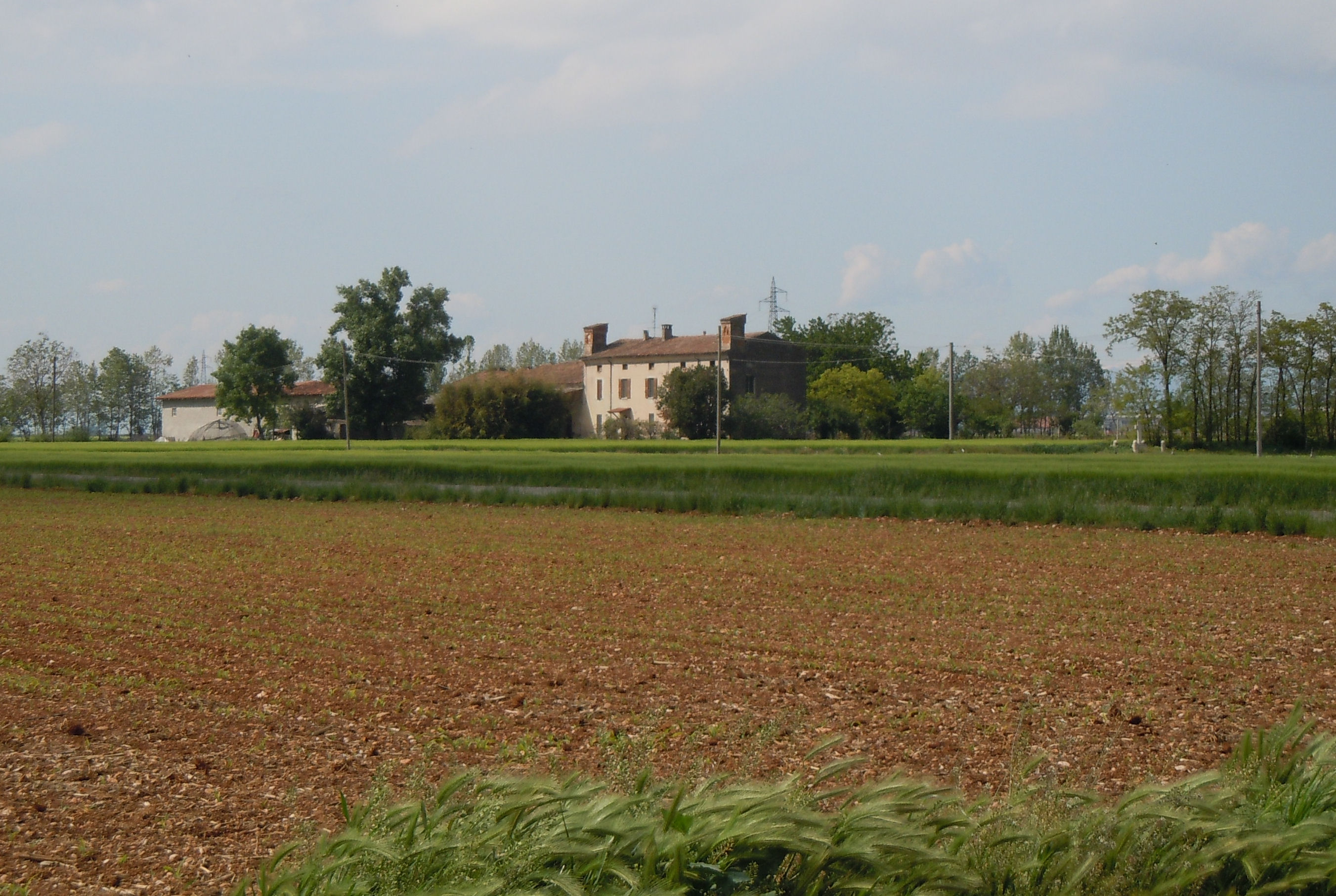
Rebecco di Guidizzolo, la campagna circostante

Il comprensorio Alto Mantovano rappresenta un'area caratterizzata da forti trasformazioni socio-economiche che negli ultimi venti anni stanno comportando modifiche radicali del territorio, che sta passando da forte vocazione industriale/artigianale - il "distretto della calza" e il polo meccanico-siderurgico Gruppo Marcegaglia Spa - a maggiore diversificazione produttiva: permangono industria e artigianato, ma compare anche la valorizzazione di produzioni agricole tipiche - melone mantovano, salame mantovano, vini dei colli morenici, pomodoro - e il piccolo commercio - Distretto del Commercio "Commerciando tra castelli e casali dell'aquila e leone".

## Infrastrutture e trasporti

### Strade
I principali assi viari sono:

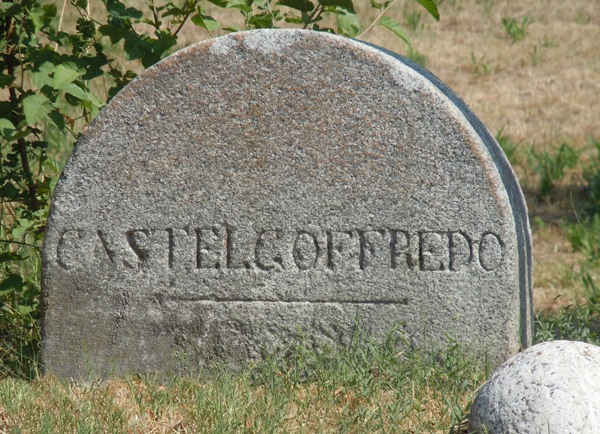
Casaloldo, segnale stradale della seconda metà dell'Ottocento

- strada statale 236 Goitese, che parte da Mantova e passando da Goito e Castiglione delle Stiviere arriva a Brescia;
- strada statale 343 Asolana che collega Parma a Castiglione delle Stiviere;
- strada statale 567 del Benaco che congiunge Desenzano del Garda a Castiglione delle Stiviere e all'autostrada A4.

Una certa importanza per l'economia del territorio è rivestita anche da alcune strade provinciali:
- strada provinciale 8, che collega Casaloldo a Pozzolengo ed è chiamata anche "strada della Calza", in quanto attraversa il distretto industriale tessile che ha al suo centro Castel Goffredo;
- strada provinciale 1 Mantova-Asola che, oltre a collegare col capoluogo di provincia, permette anche di raggiungere in breve da Asola e Casalromano la strada per Cremona.

Rilievo soprattutto storico ha la cosiddetta Via Postumia, così chiamata in quanto segue il tracciato di un'importante e strategica via di comunicazione romana, che collegava Genova ad Aquileia; essa passava ai limiti meridionali del comprensorio alto-mantovano, in un tratto pressoché rettilineo, ancora esistente, che attraversa o sfiora le località di Goito, Gazoldo, Redondesco e Mosio, e che metteva in comunicazione Verona con Cremona. All'epoca della sua apertura, nel 148 a.C., favorì lo sviluppo dei commerci coi mercati adriatici e stimolò una più ampia distribuzione dei prodotti di questa zona, rinomata già allora per la sua importante produzione agricola. Inoltre essa contribuì alla romanizzazione delle popolazioni galliche stanziate sul territorio, che non vennero assoggettate militarmente dai Romani, ma piuttosto, entrando in contatto con la cultura latina, iniziarono ad assorbirne prodotti e usanze.

### Ferrovie
Una sola linea ferroviaria attraversa il territorio dell'Alto Mantovano, la Brescia-Parma, e lungo di essa sorgono le stazioni alto-mantovane di Asola e Canneto sull'Oglio.

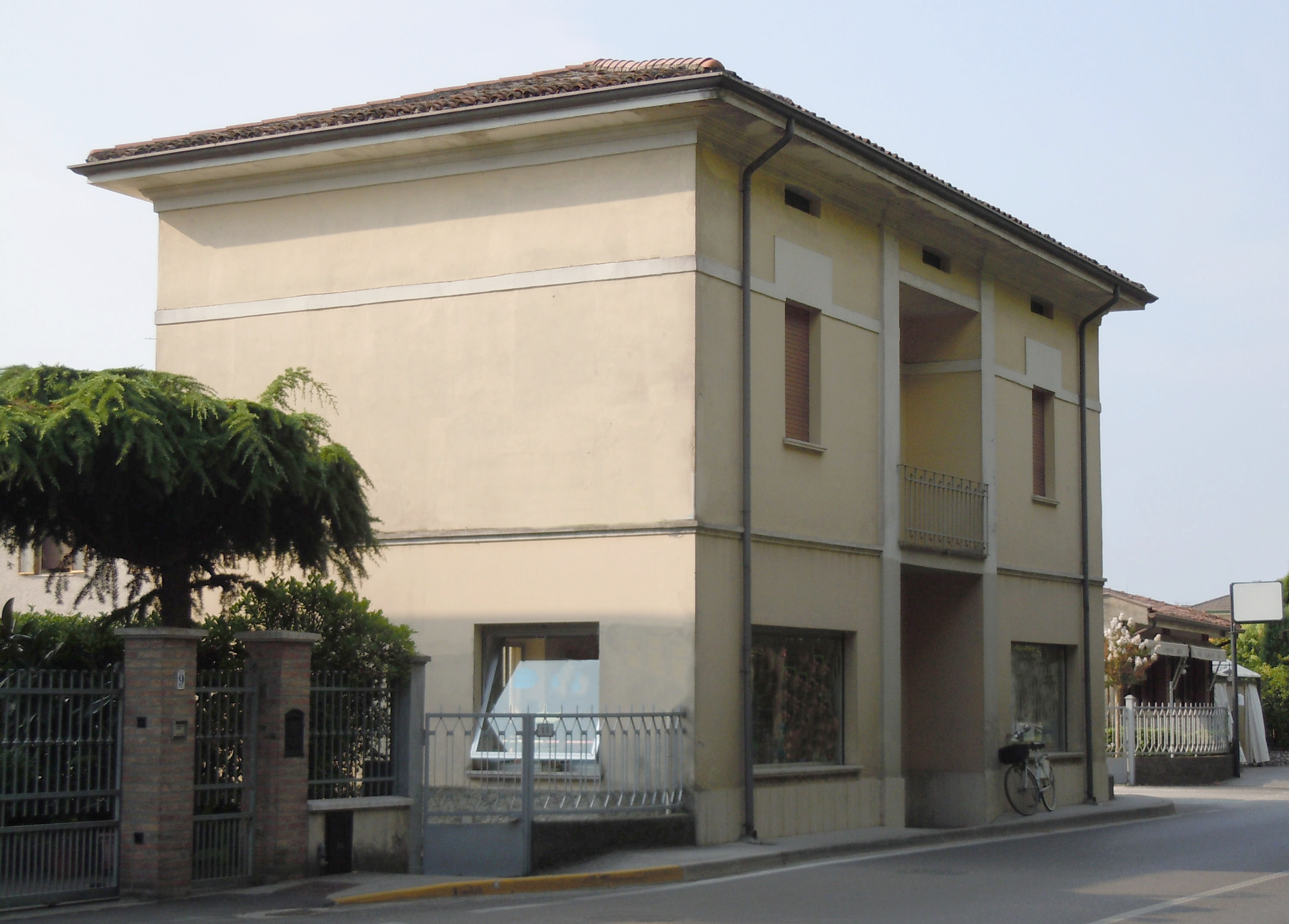
Castel Goffredo, la vecchia stazione del tram

### Mobilità urbana
Dal 1930 al 1933 era in servizio la linea della tranvia Medole-Casaloldo (diramazione della tranvia Cremona-Asola), con tram a carrozza unica chiamato "Norge", che collegava il basso lago di Garda fra Desenzano, Cremona e Piacenza.
Il servizio interurbano viene svolto dall'azienda APAM di Mantova, che collega i vari comuni della provincia e le città di Brescia e Mantova.

### Piste ciclabili

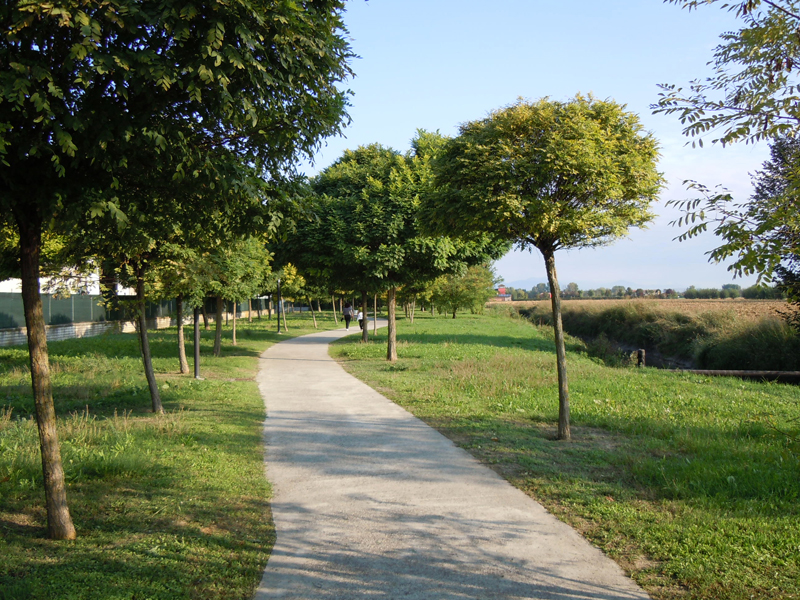
Pista ciclabile di Castel Goffredo

- Ciclovia Mantova-Peschiera, percorso suggestivo che costeggia le rive del Mincio[131].
- Percorso delle colline moreniche dell'Alto Mantovano[132].
- Corridoio morenico alto[133].
- Corridoio morenico basso[134][135].
- Da Castiglione a Cavriana: 13,5 km attraverso le colline moreniche[136].
- Parco dell'Oglio Sud[137].
- Sinistra Oglio[138][139].
- Pista ciclabile di Castel Goffredo.

## Sport
- Tamburello: si tratta di uno sport diffuso in particolare in poche ristrette aree d'Italia, tra cui anche l'Alto Mantovano, soprattutto l'area collinare. L'AT Medole e l'AT Ennio Guerra Castellaro disputano il campionato di serie A del Campionato italiano di tamburello. Nei giorni 6-7-8 dicembre 2013 nei palazzetti dello sport di Castel Goffredo, Casalmoro, Guidizzolo e Asola si sono svolte alcune partite e le finali del "1º Campionato del mondo indoor di tamburello-Italia 2013".[140][141]
- Calcio: il Football Club Castiglione è stato promosso nel 2012 in Seconda Divisione, mentre l'"A.C. Castellana Calcio" di Castel Goffredo milita nel campionato di Serie D.
- Tennistavolo: la Tennistavolo Castel Goffredo milita nel campionato di A1.

### Tragedia di Guidizzolo
Durante la Mille Miglia del 1957, sulla strada statale 236 Goitese all'altezza di Guidizzolo, il pilota Alfonso de Portago, alla guida di una Ferrari 335 S, fu vittima di un incidente causato dal cedimento di uno pneumatico e morì sul colpo, insieme al copilota Edmund Nelson e a nove spettatori che assistevano alla gara.